# محمية قارون
محمية قارون محمية طبيعية تقع في الفيوم بمصر في الجزء الشمالي الغربي لمنخفض وادي الريان، مساحتها 1385 كم2 وتحتوي بحيرة قارون التي تعد من أقدم البحيرات الطبيعية في العالم وهي ما تبقى من بحيرة موريس القديمة. وقد أعلنت محمية طبيعية عام 1989

## البحيرة
يوجد بالبحيرة بعض الأنواع المتوطنة من الأسماك مثل أسماك البلطي الأخضر وأنواع منقولة وتأقلمت مثل سمك موسى وسمك البوري وبعض اللافقاريات مثل الجمبري الأبيض.

## الحياة البرية
يوجد بها تنوع كبير من الزواحف والثدييات والبرمائيات كما يهاجر إلي البحيرة الكثير من الطيور في فصل الشتاء.

## الحفريات
يشتمل الجزء الشمالي للبحيرة علي منطقة منطقة صخرية من الحجر الجيري تحتوي علي حفريات ثديية هامة عمرها حوالي 40 مليون سنة والتي ظهرت فيها حفريات أقدم قرد في العالم قرد الإيجبتيوس وبعض الأشجار المتحجرة إلى جانب ترسيبات لمصب نهري.

## الآثار
المناطق الأثرية الموجودة علي سواحل البحيرة منها الفرعونية والرومانية مثل منطقة الكنائس ومعبد الصاغة ومعبد قصر قارون، ومنطقة أهريت ودير أبوليفة وغيرها.

## معرض صور

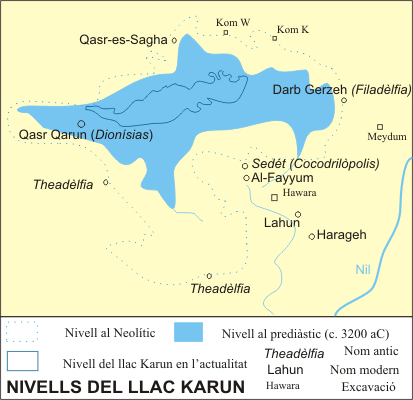
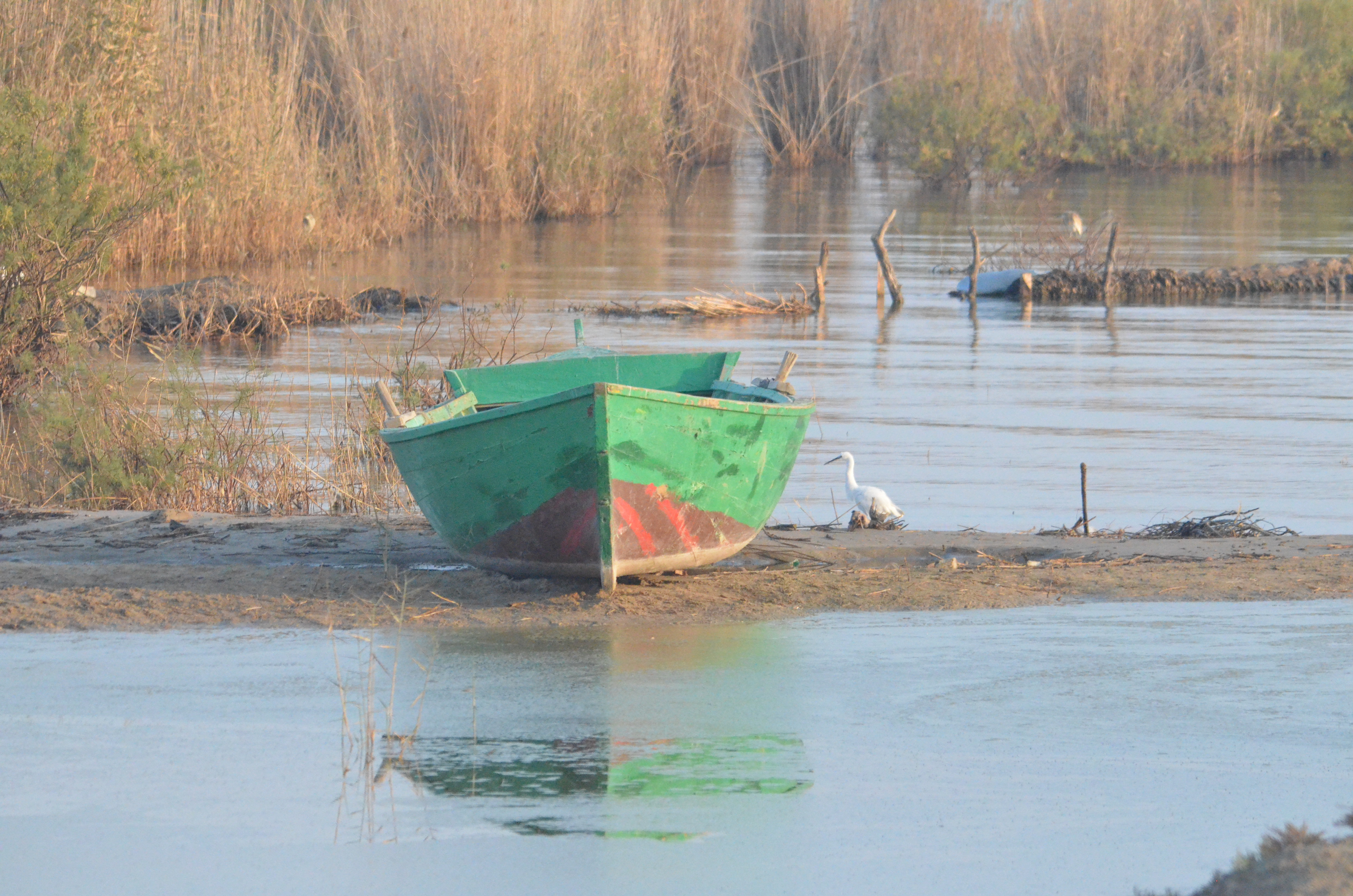
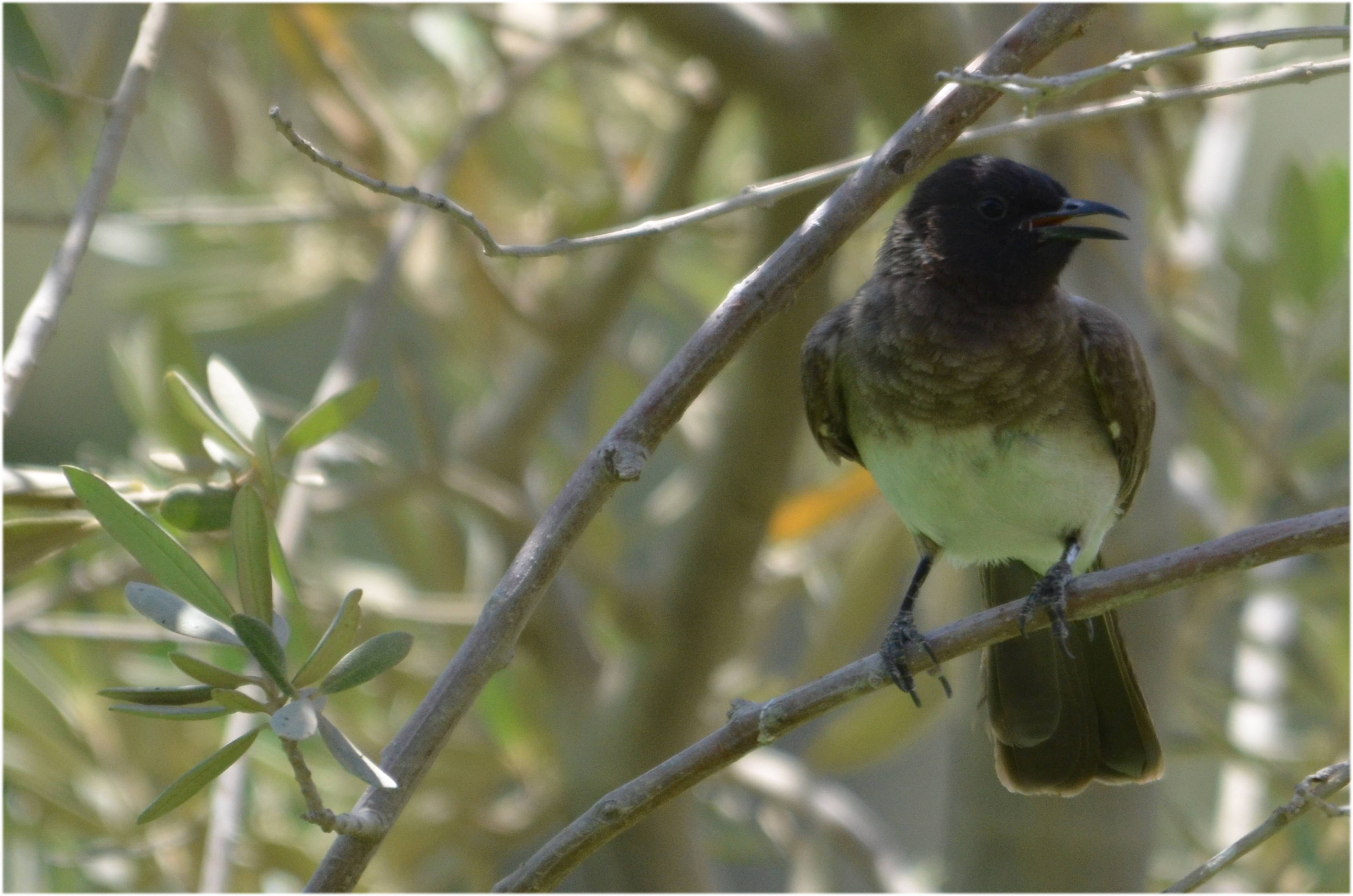
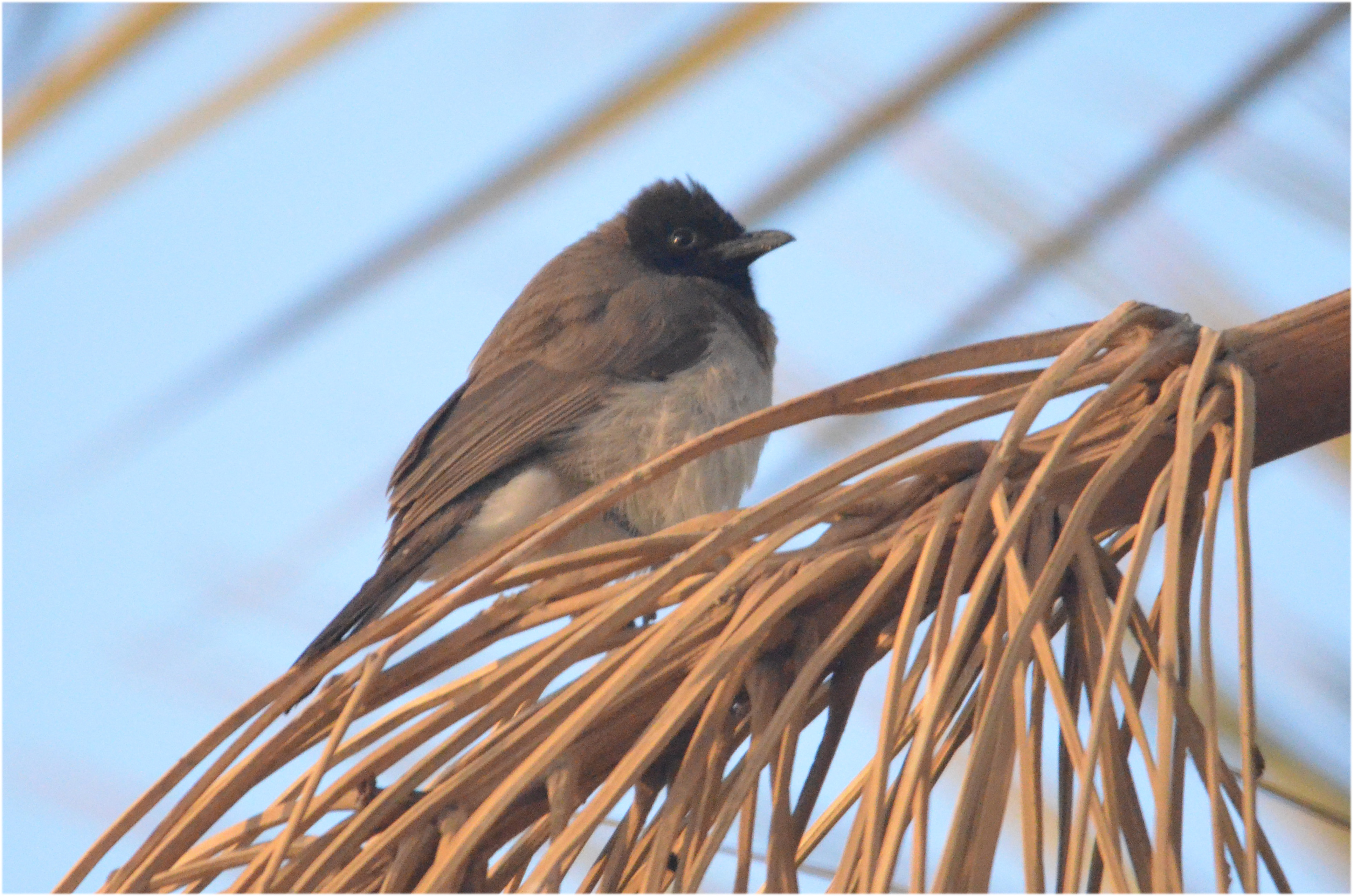
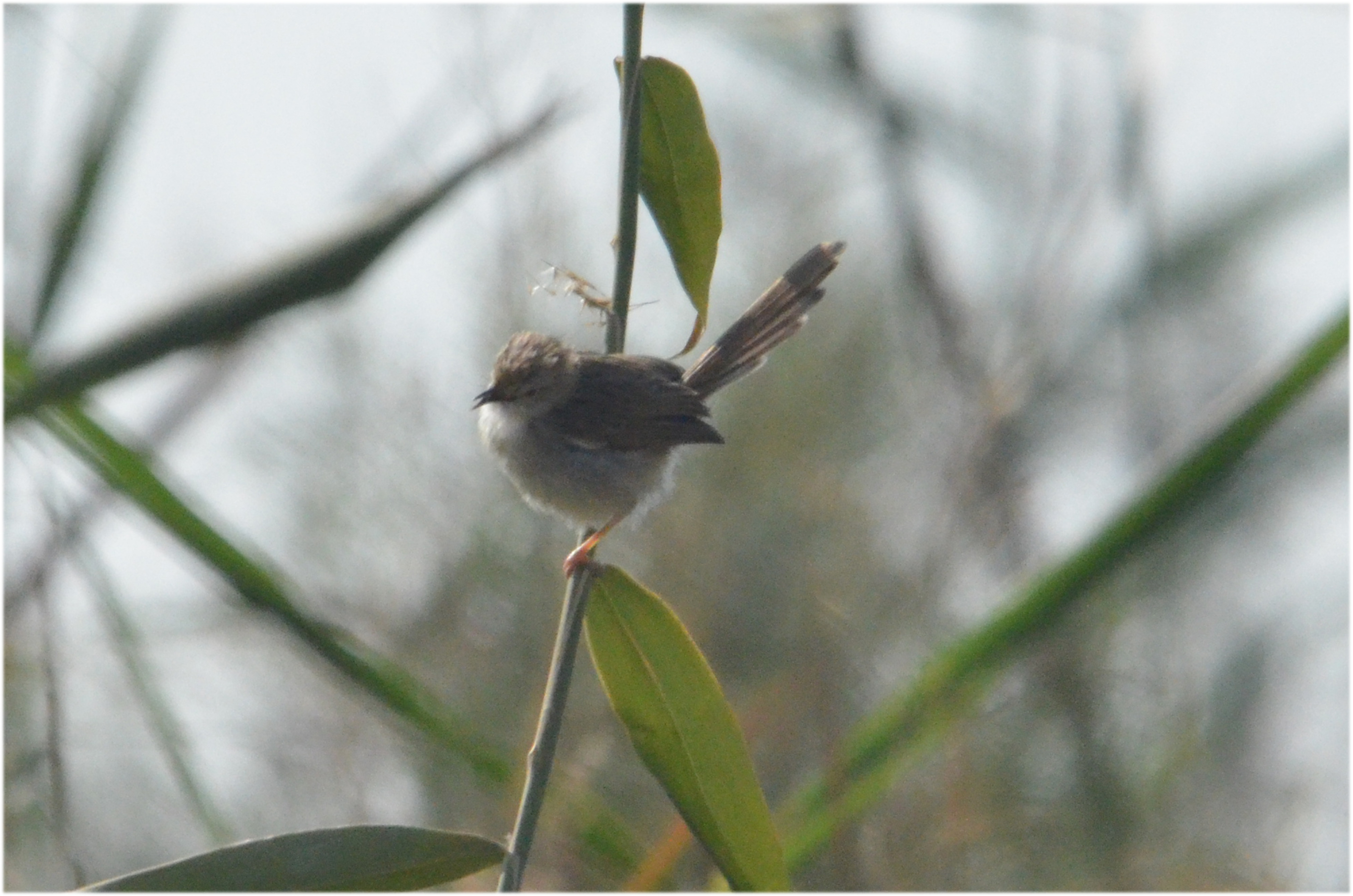
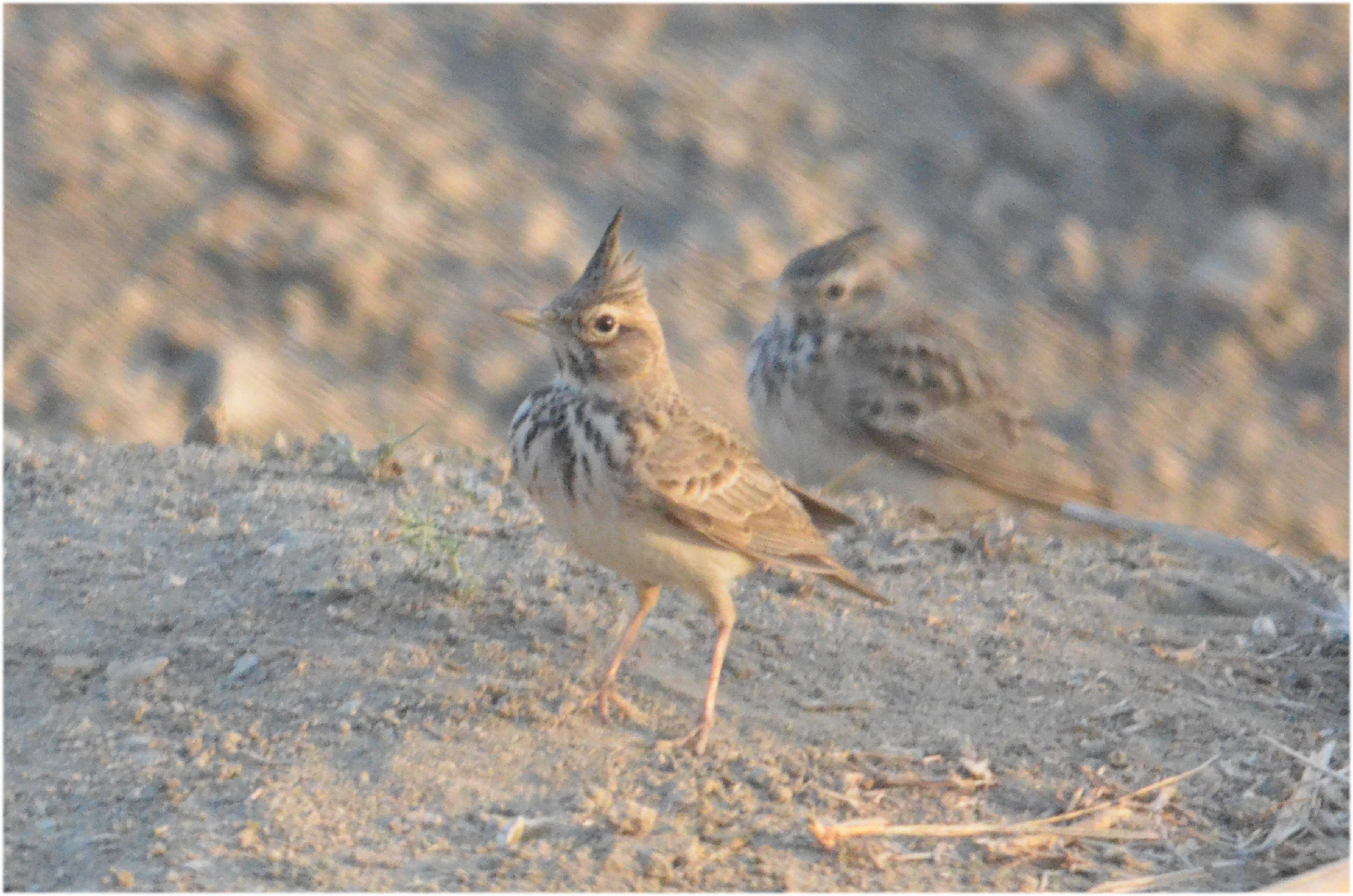
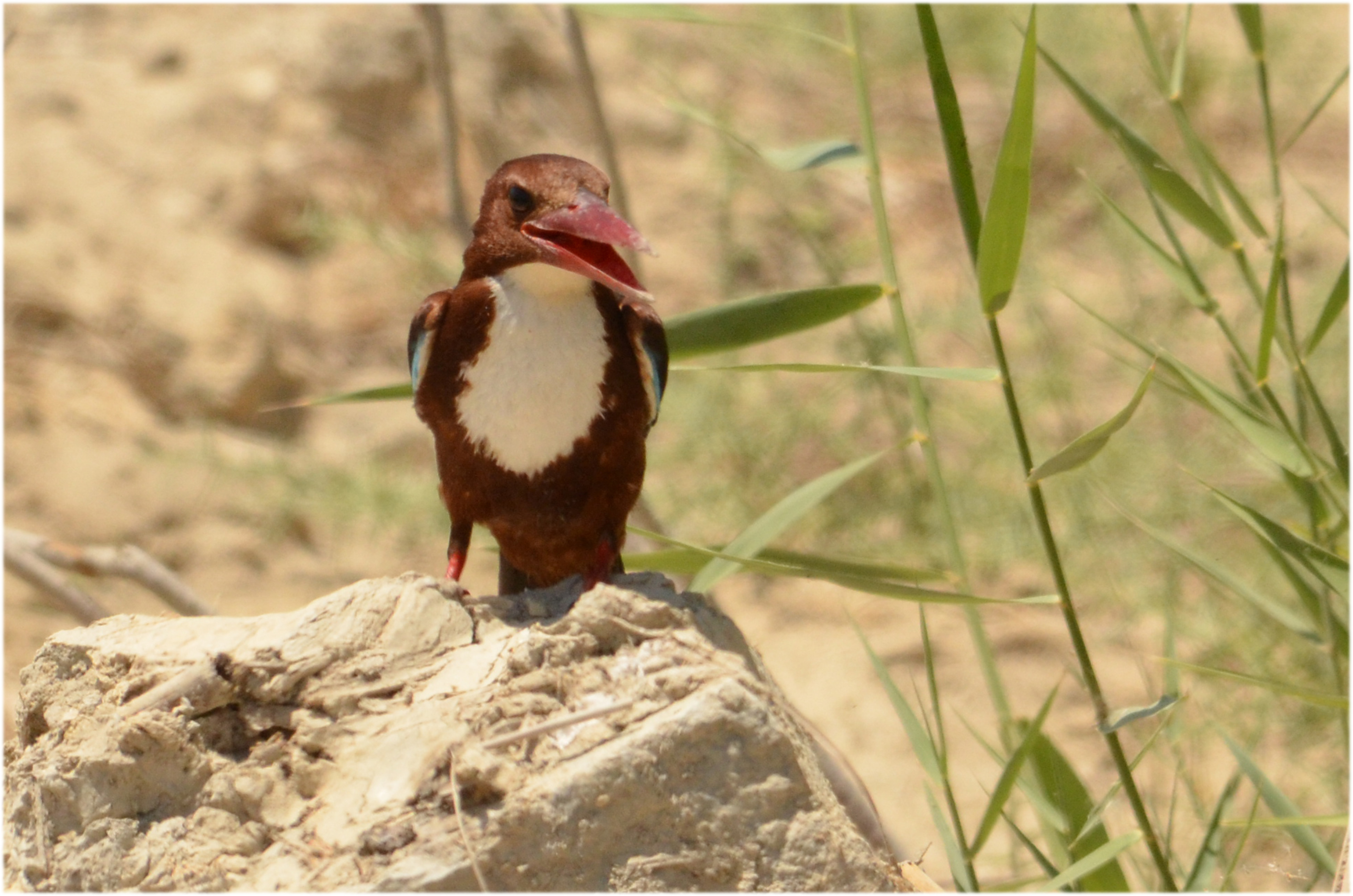
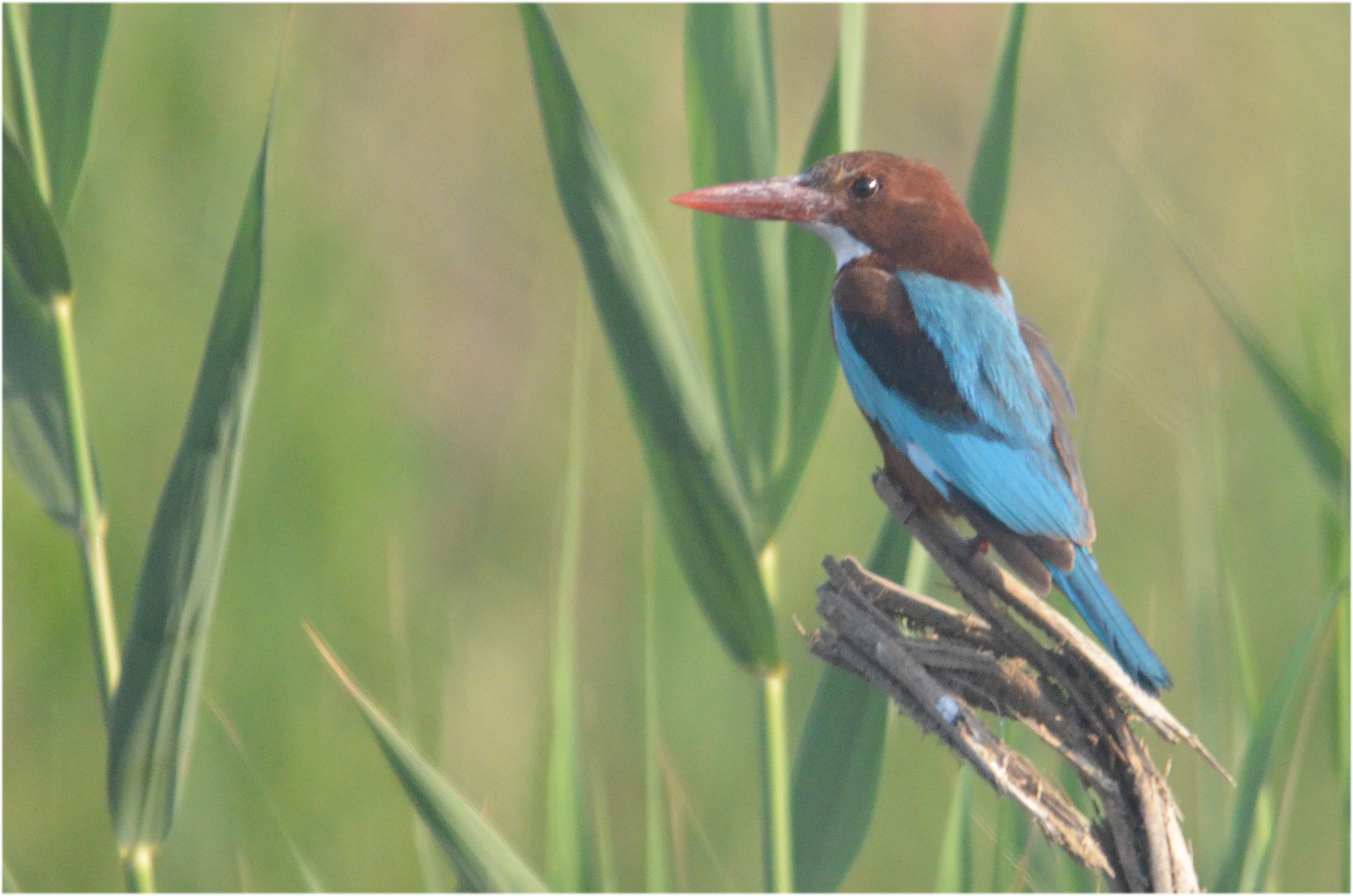
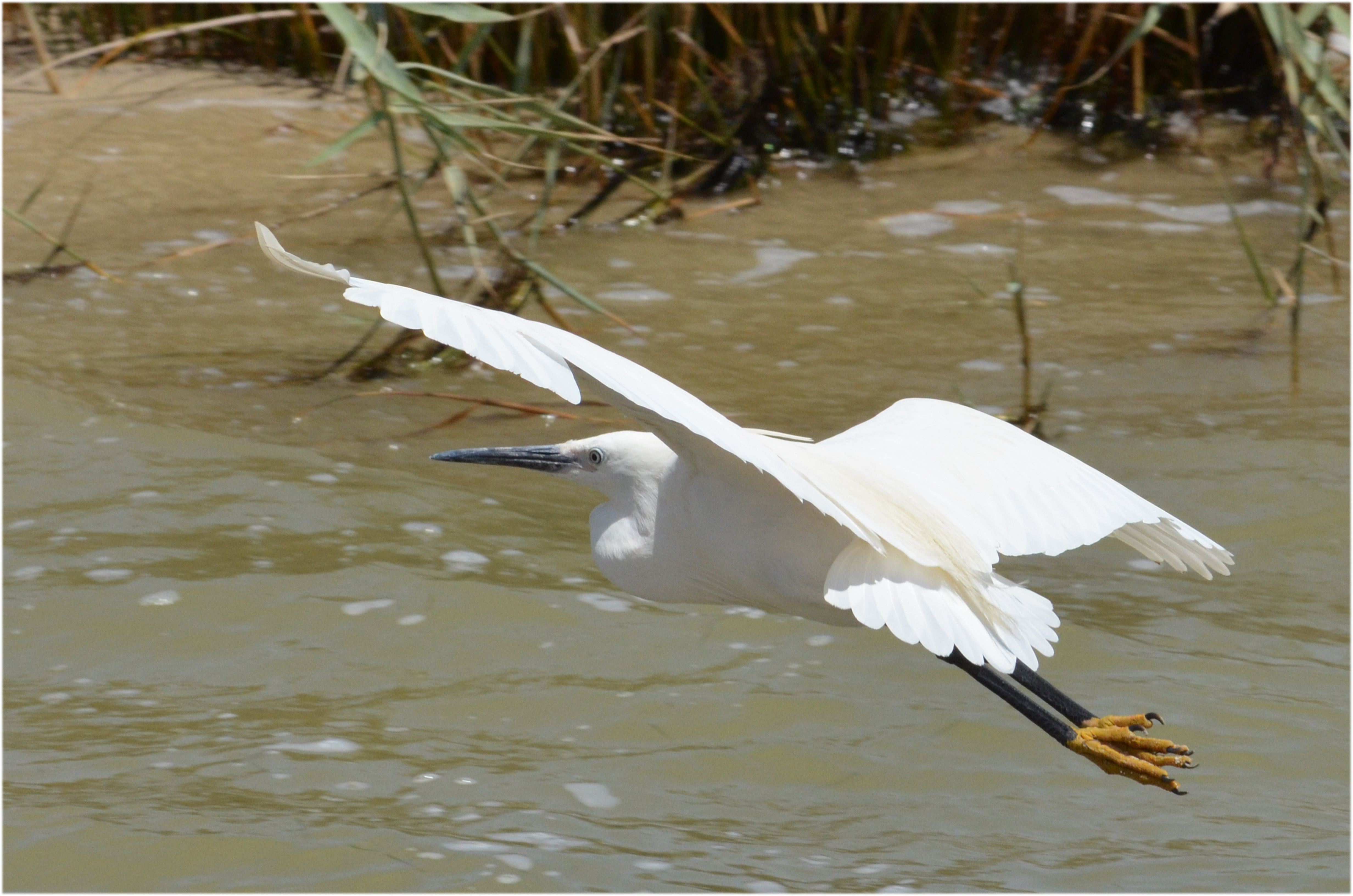
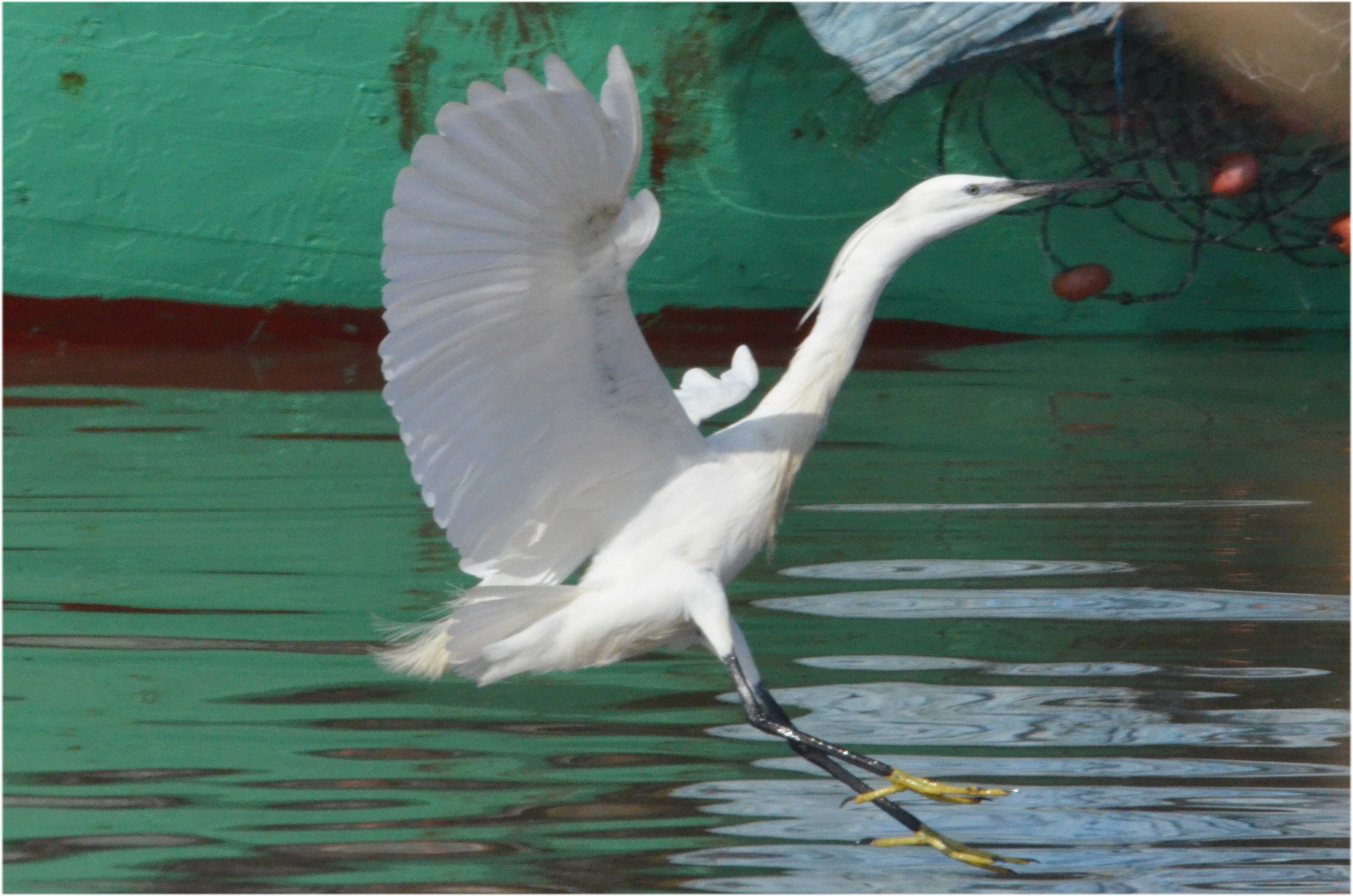
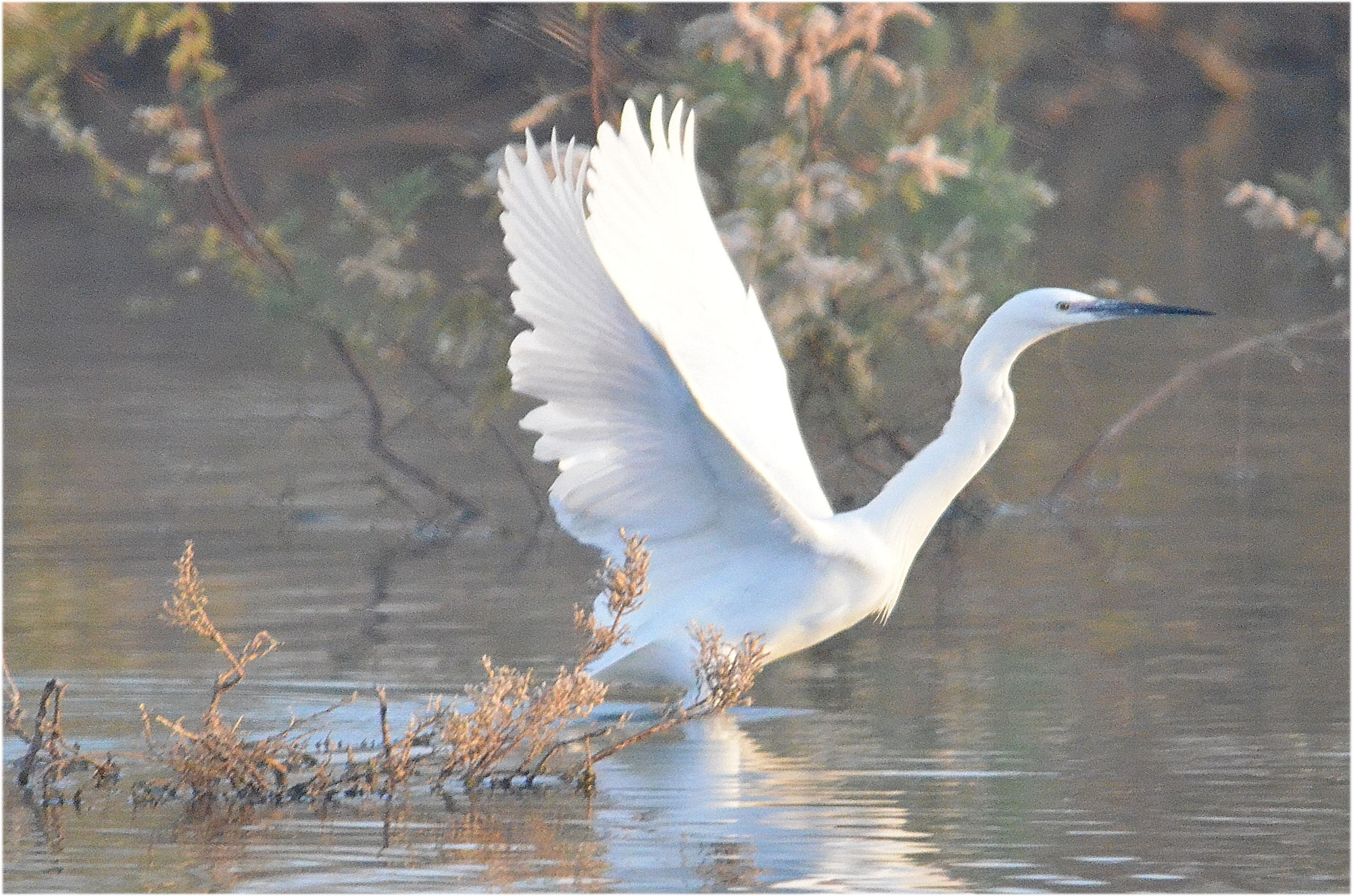
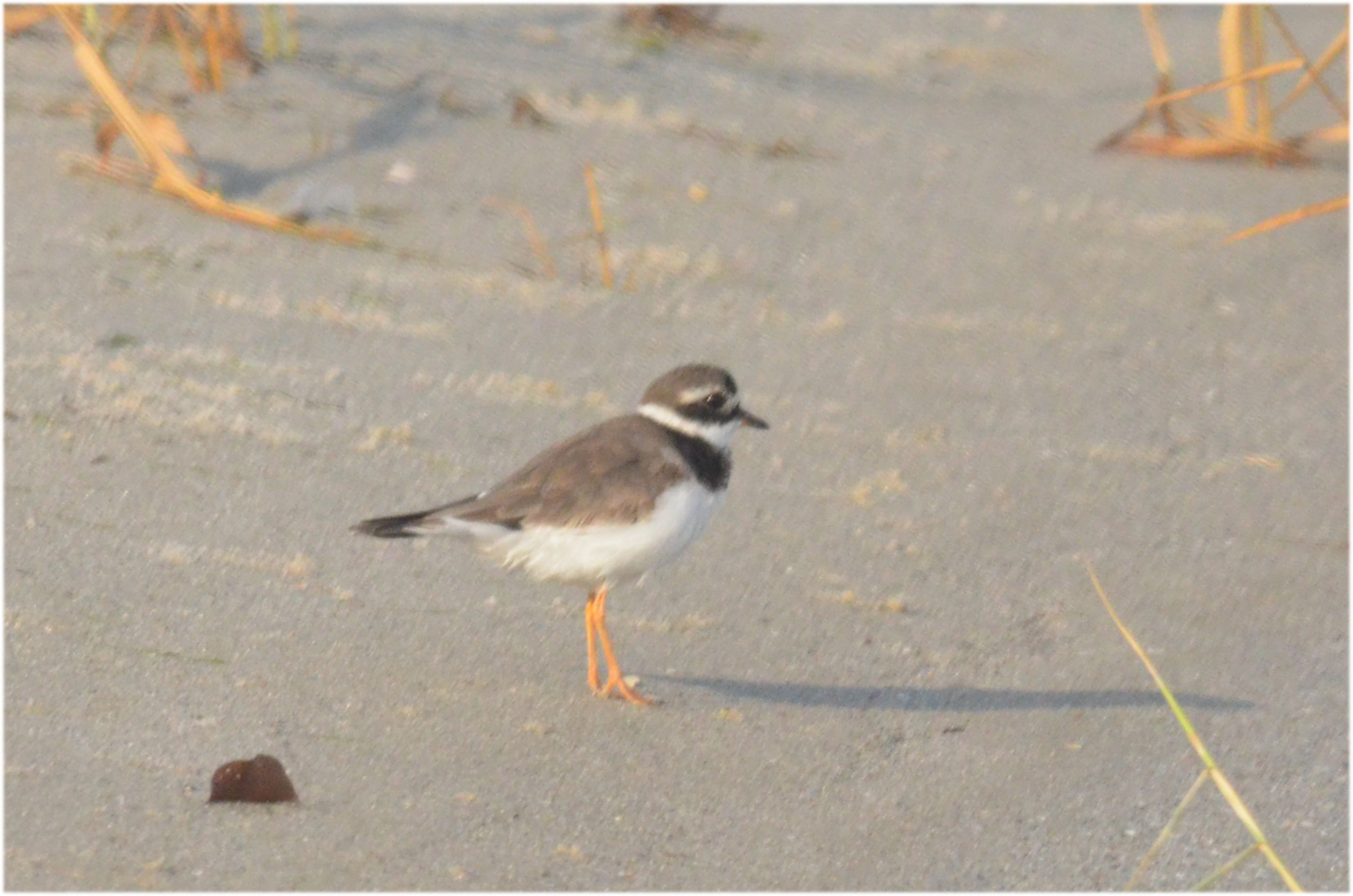
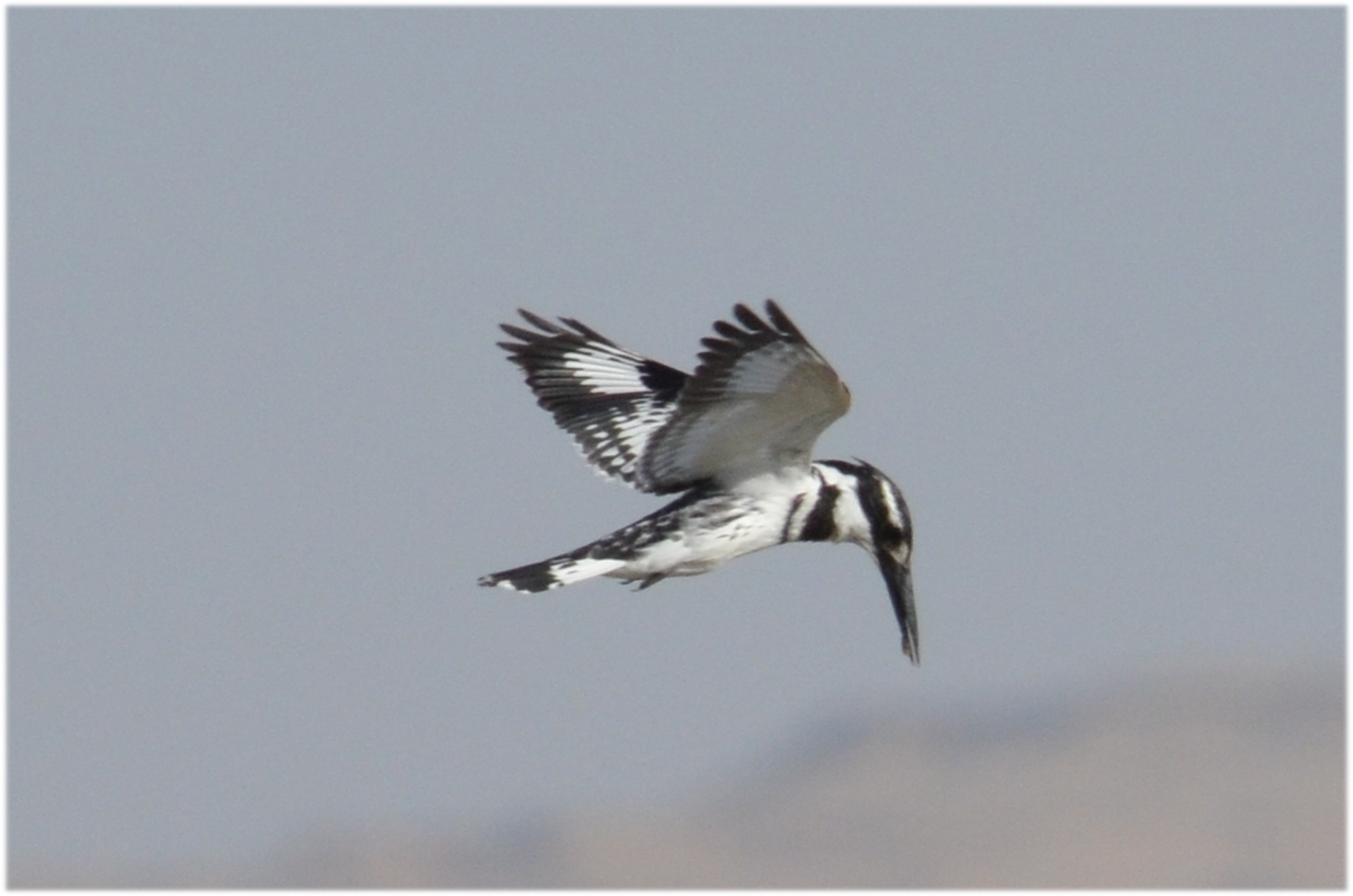
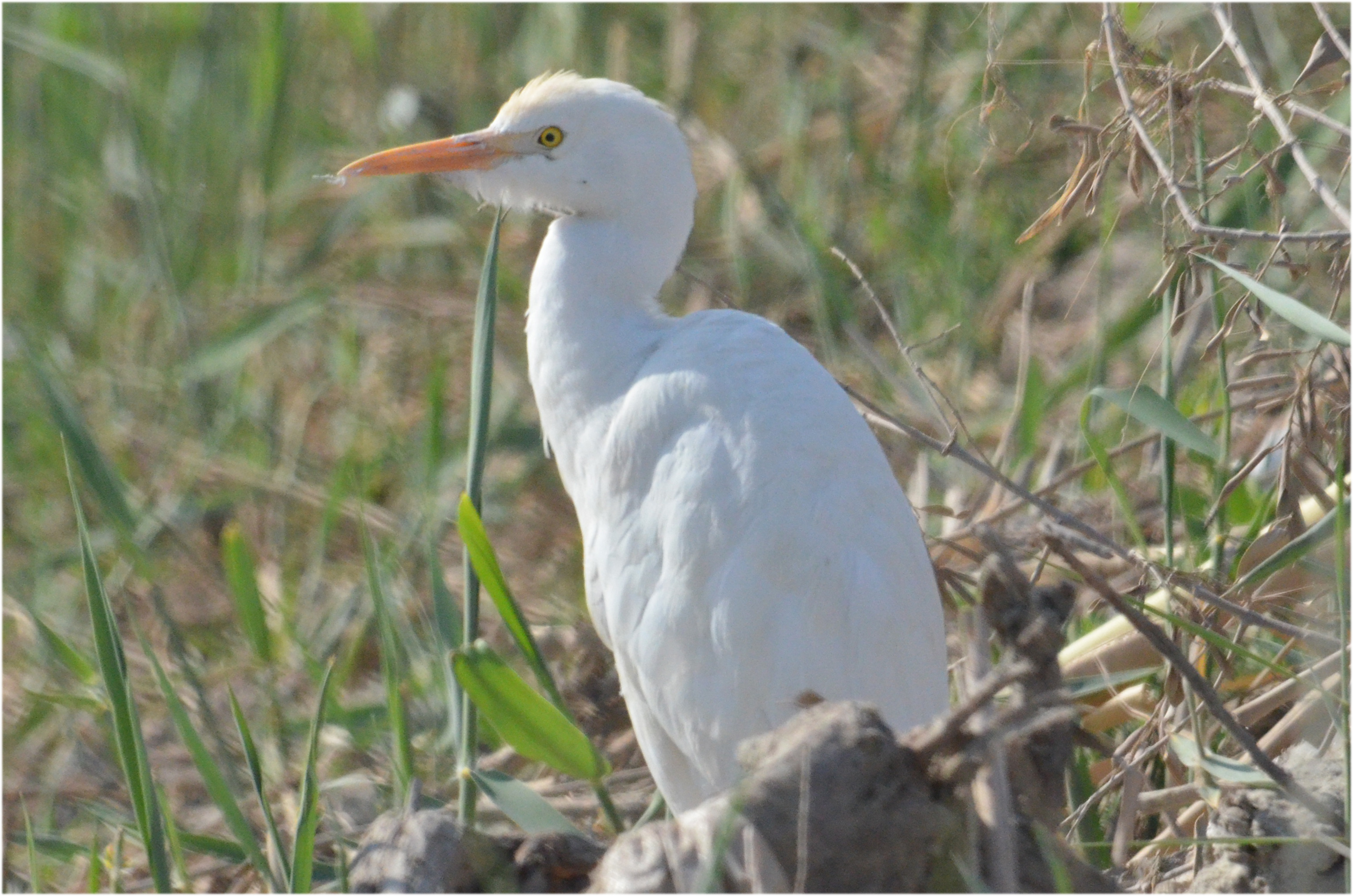
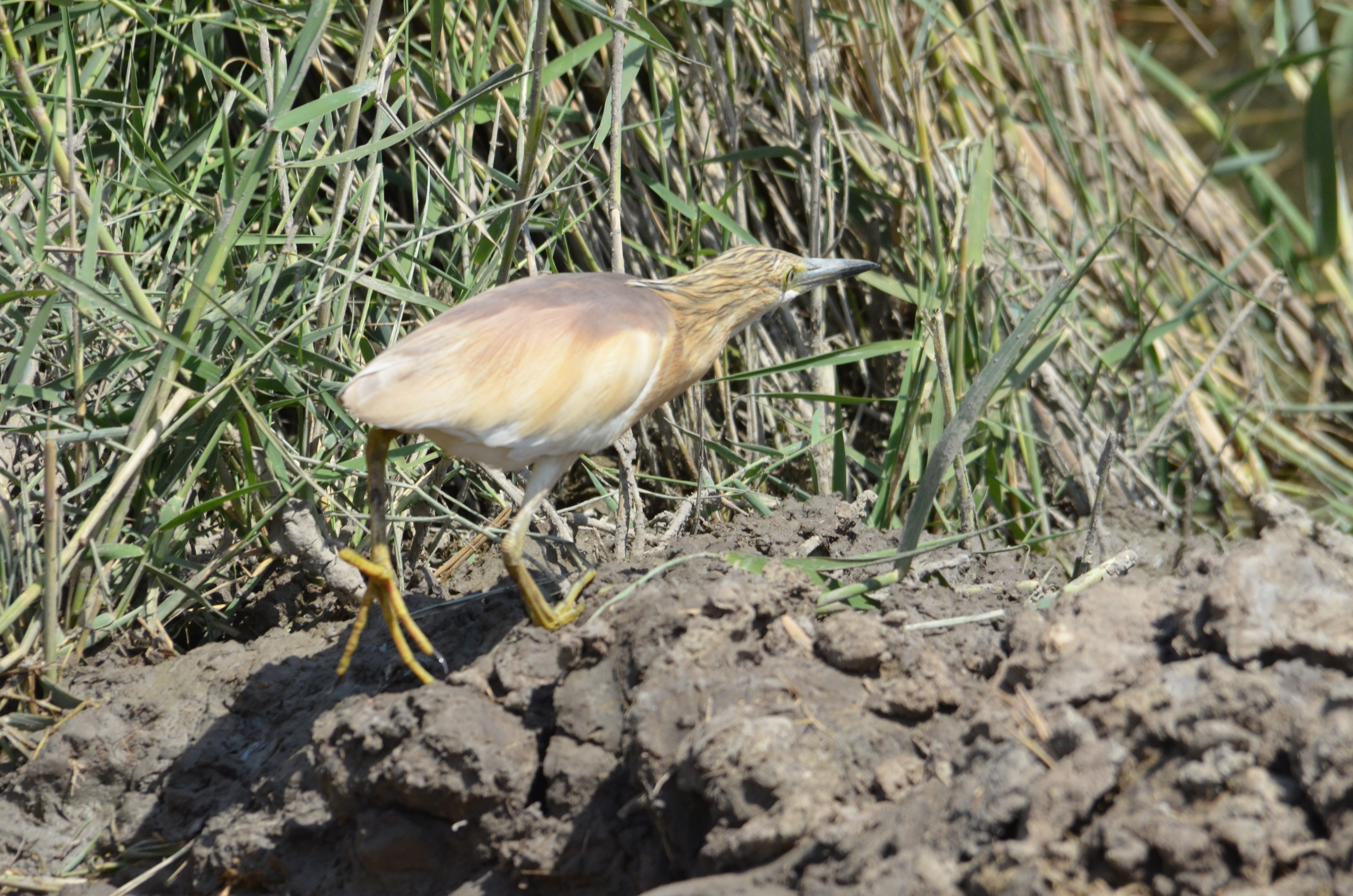
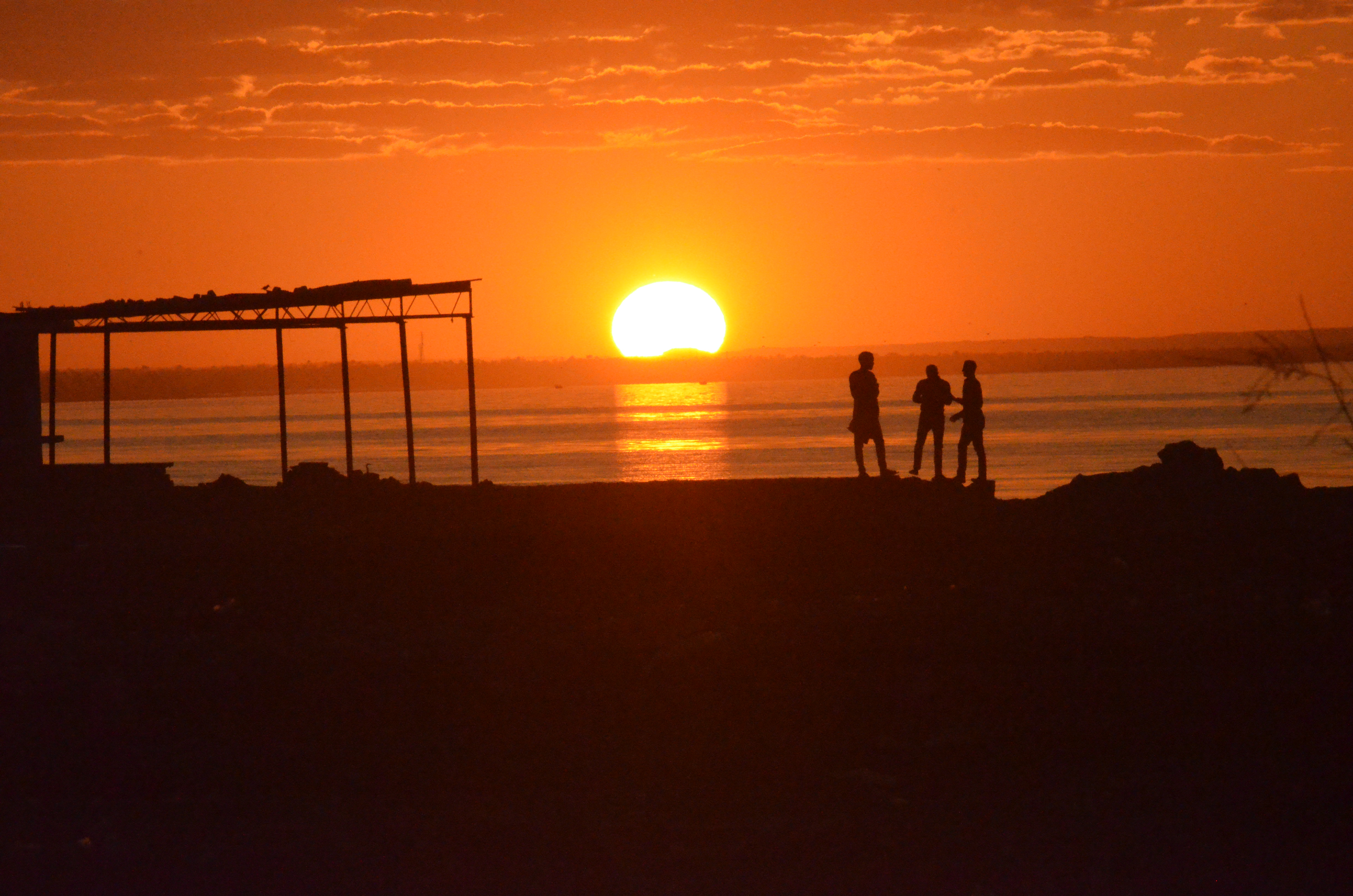
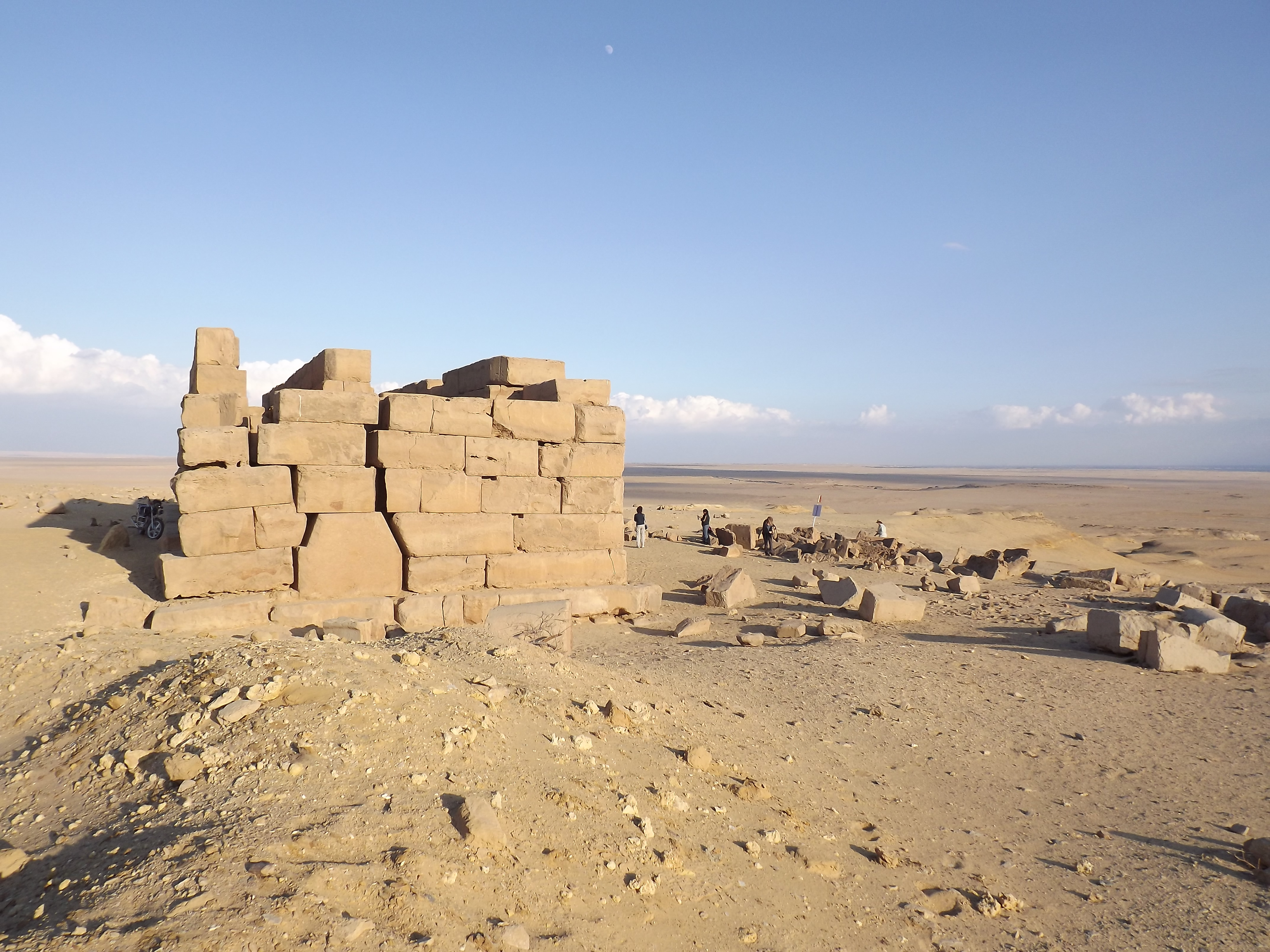
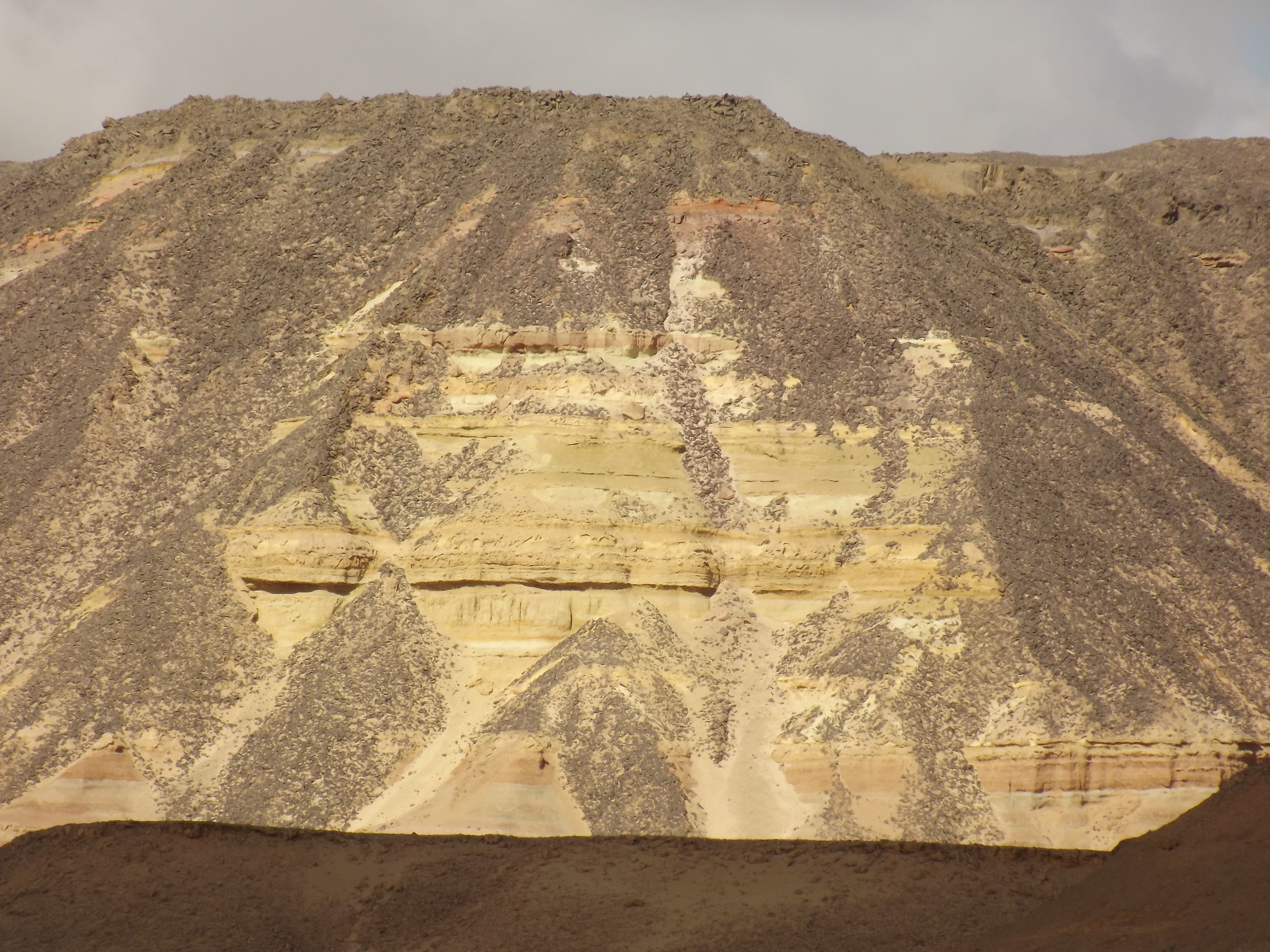
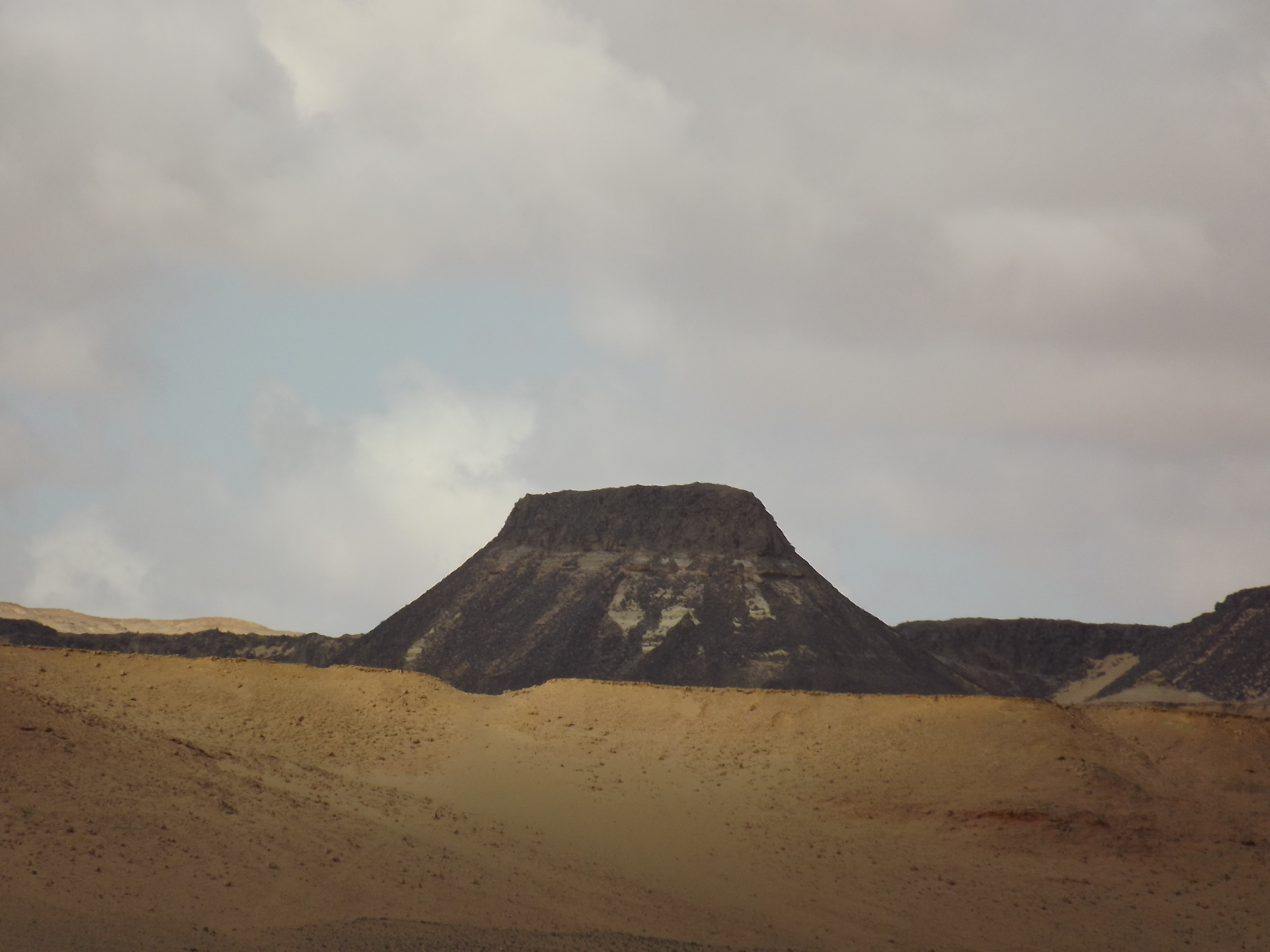
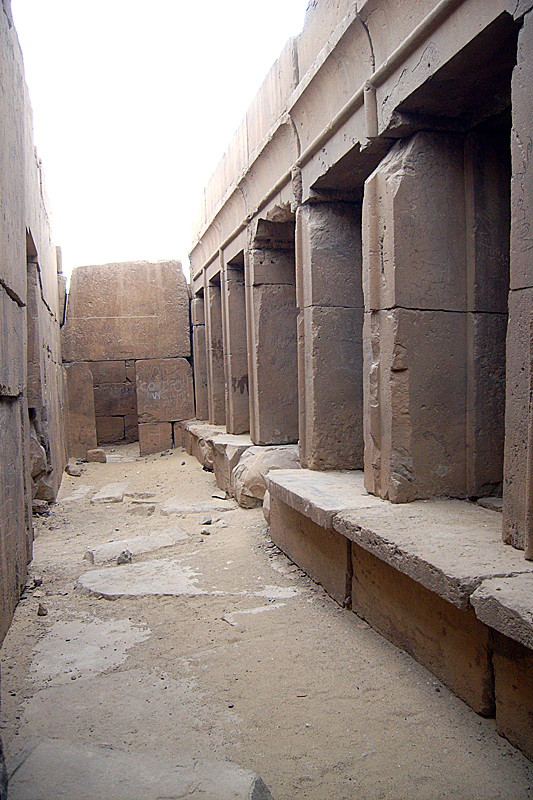
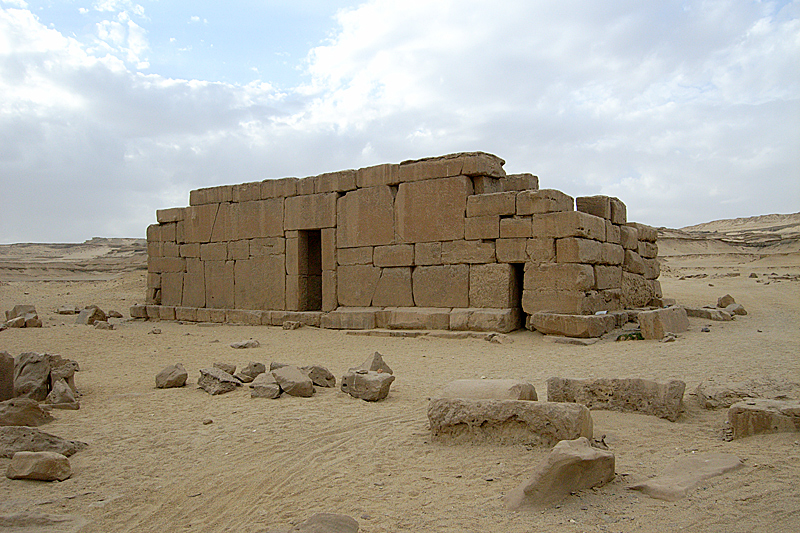
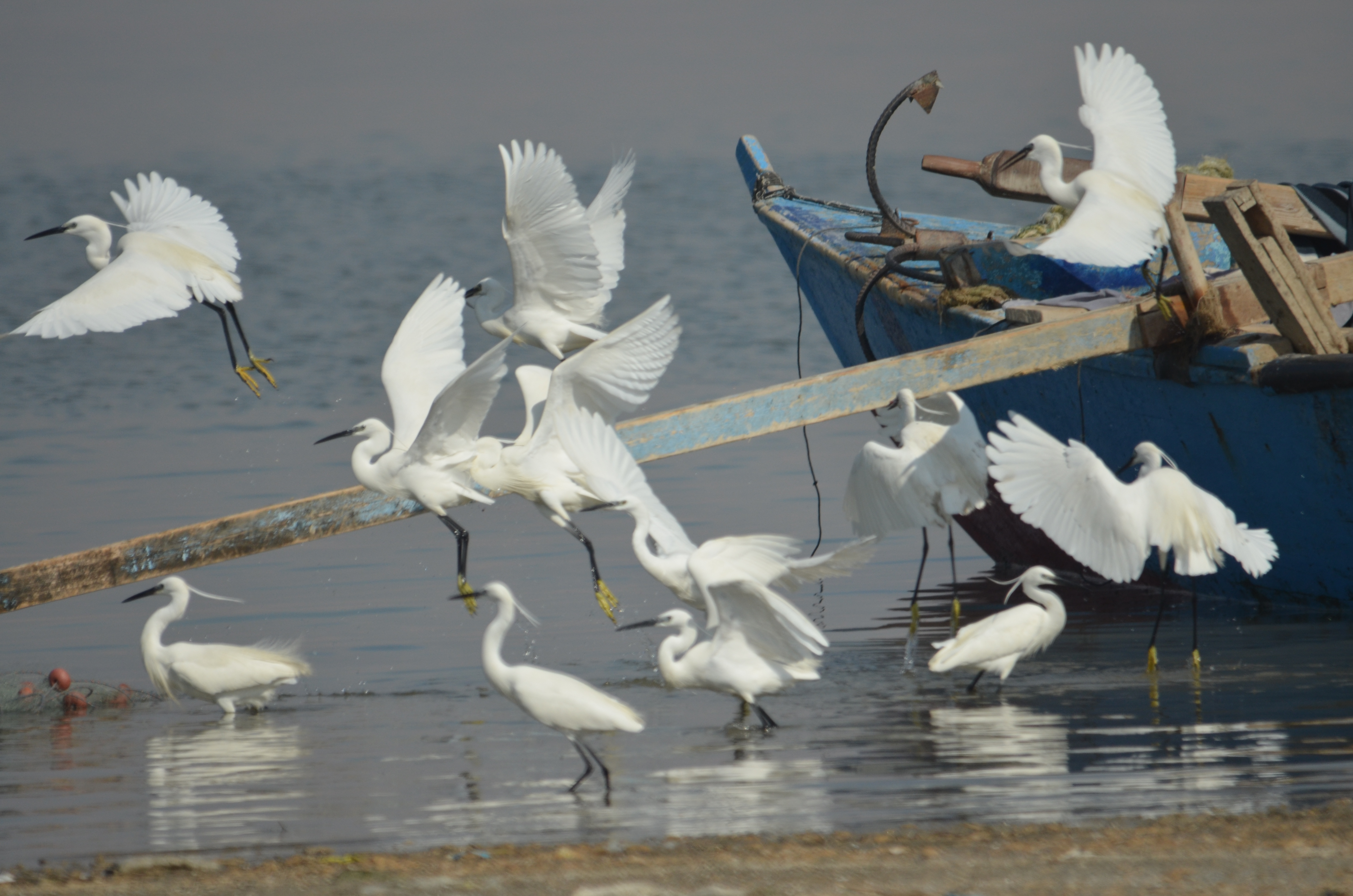
طيور البلشون أبيض صغير في بحيرة قارون
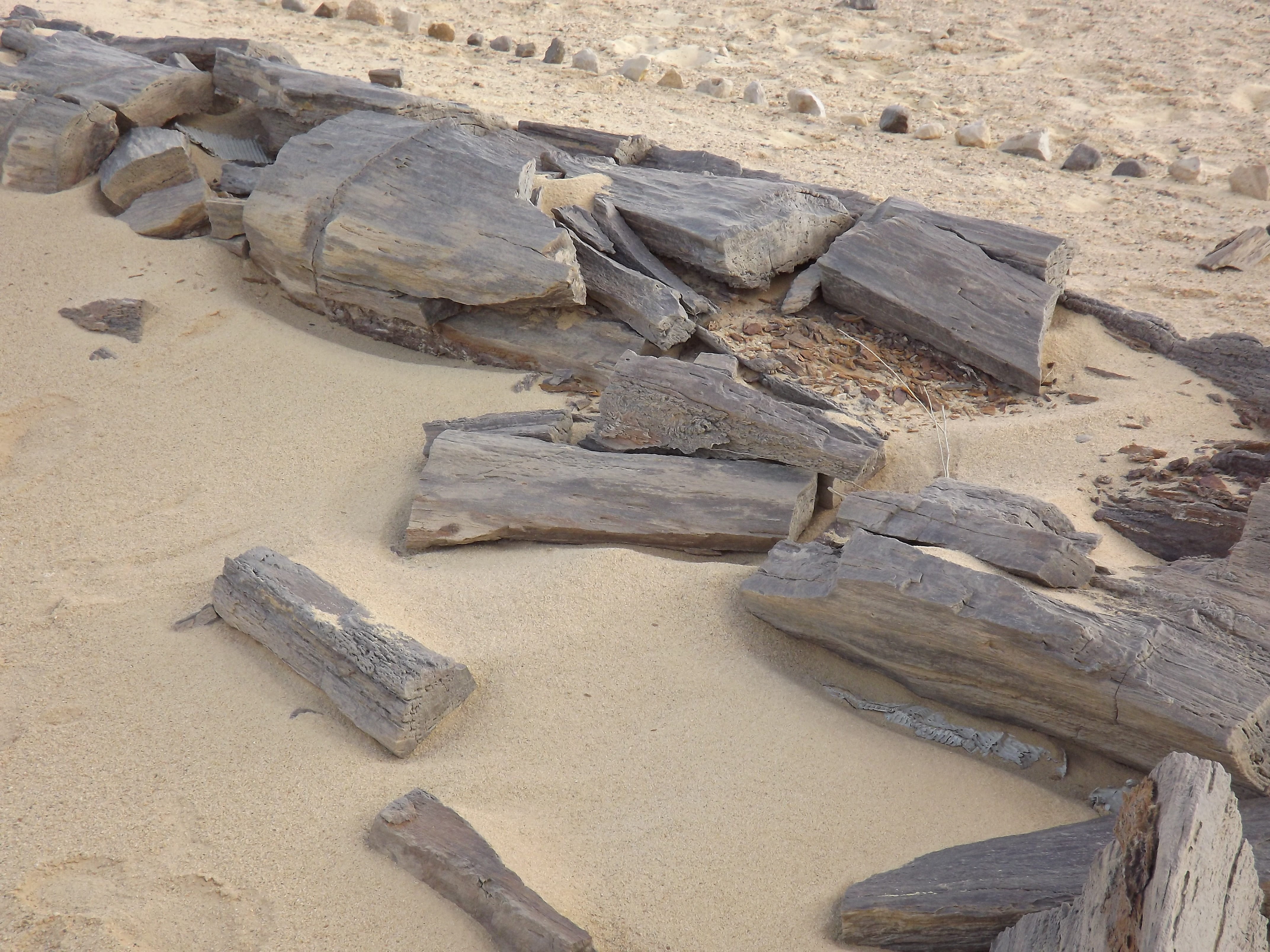
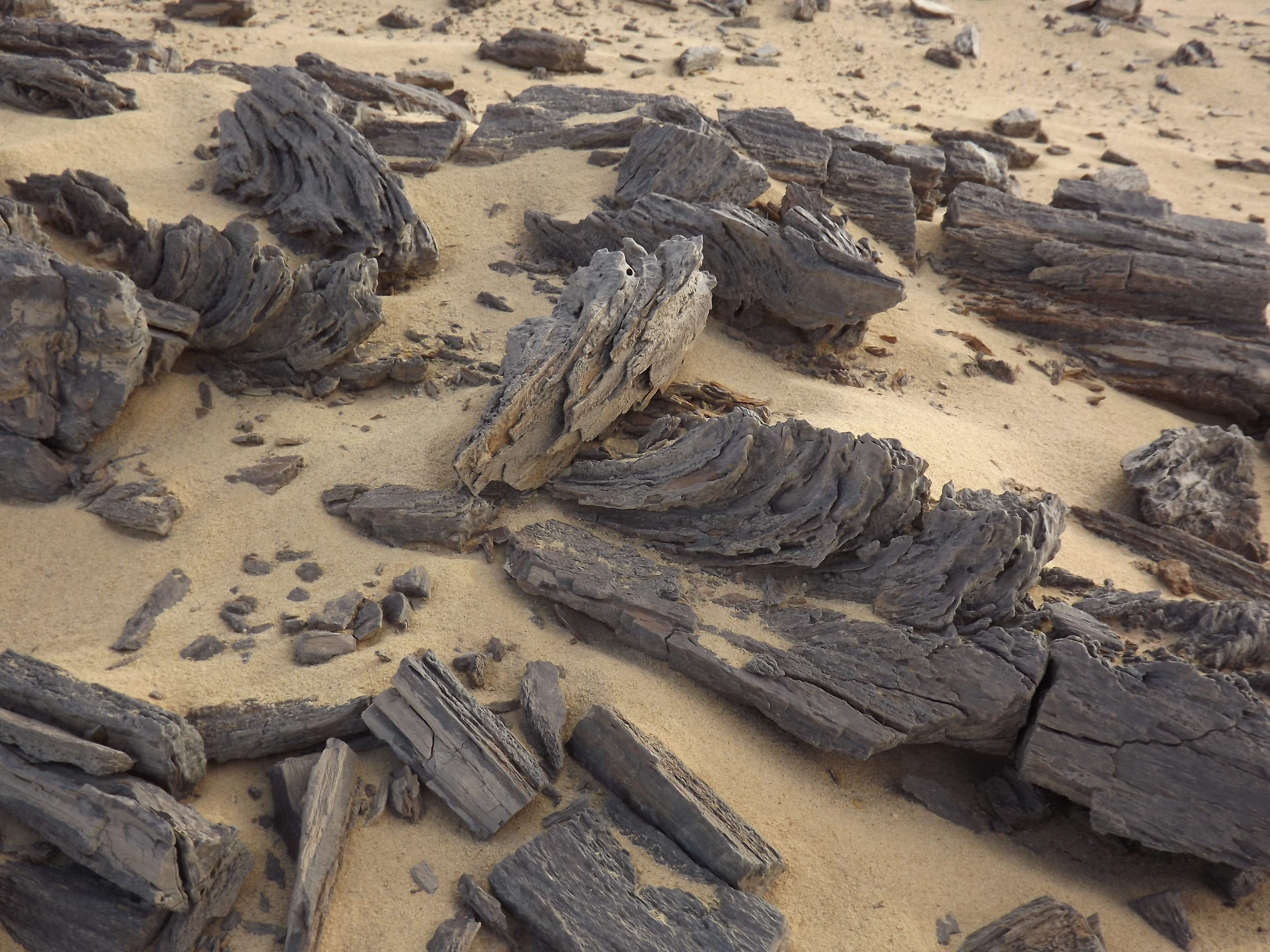
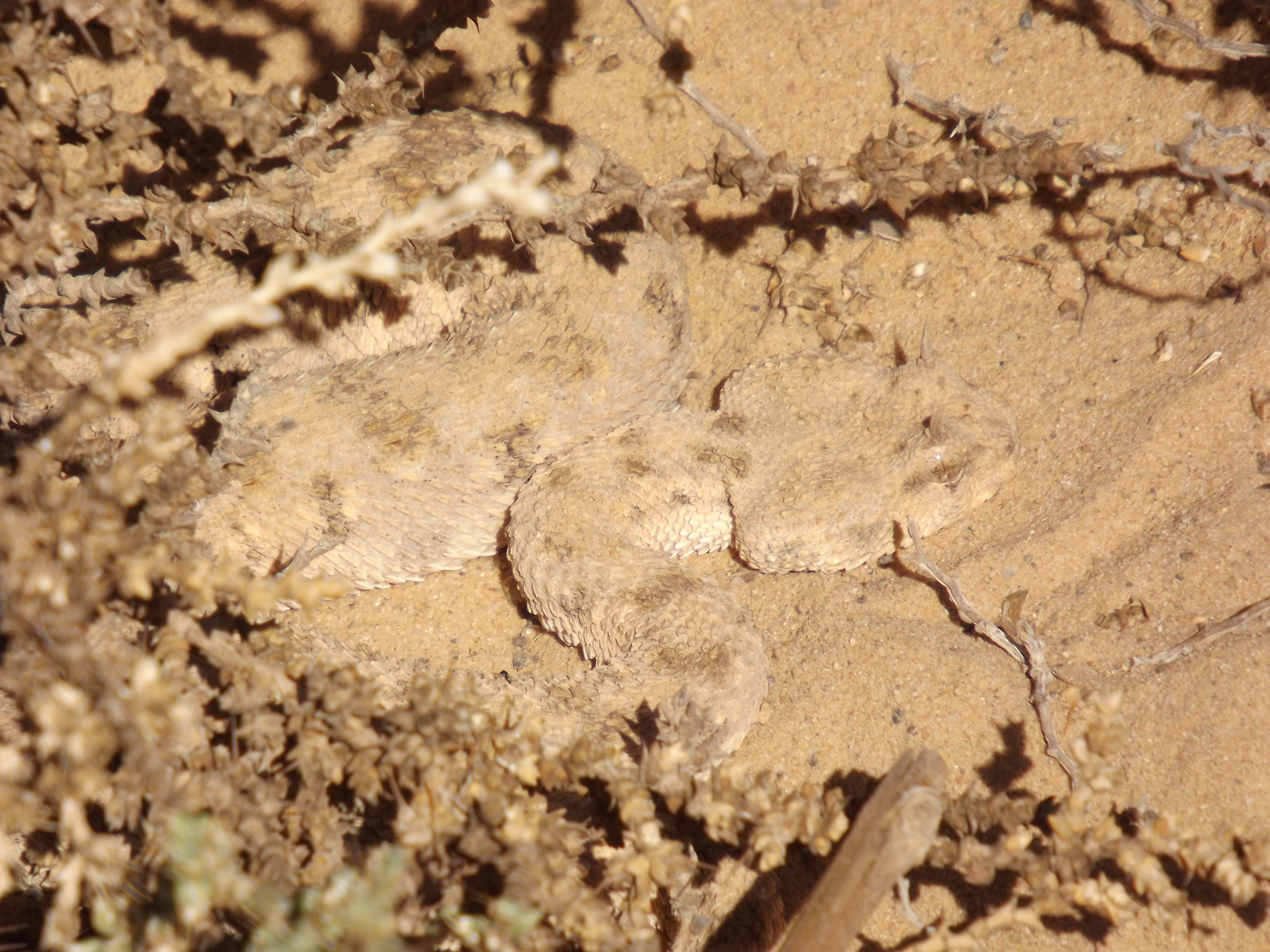
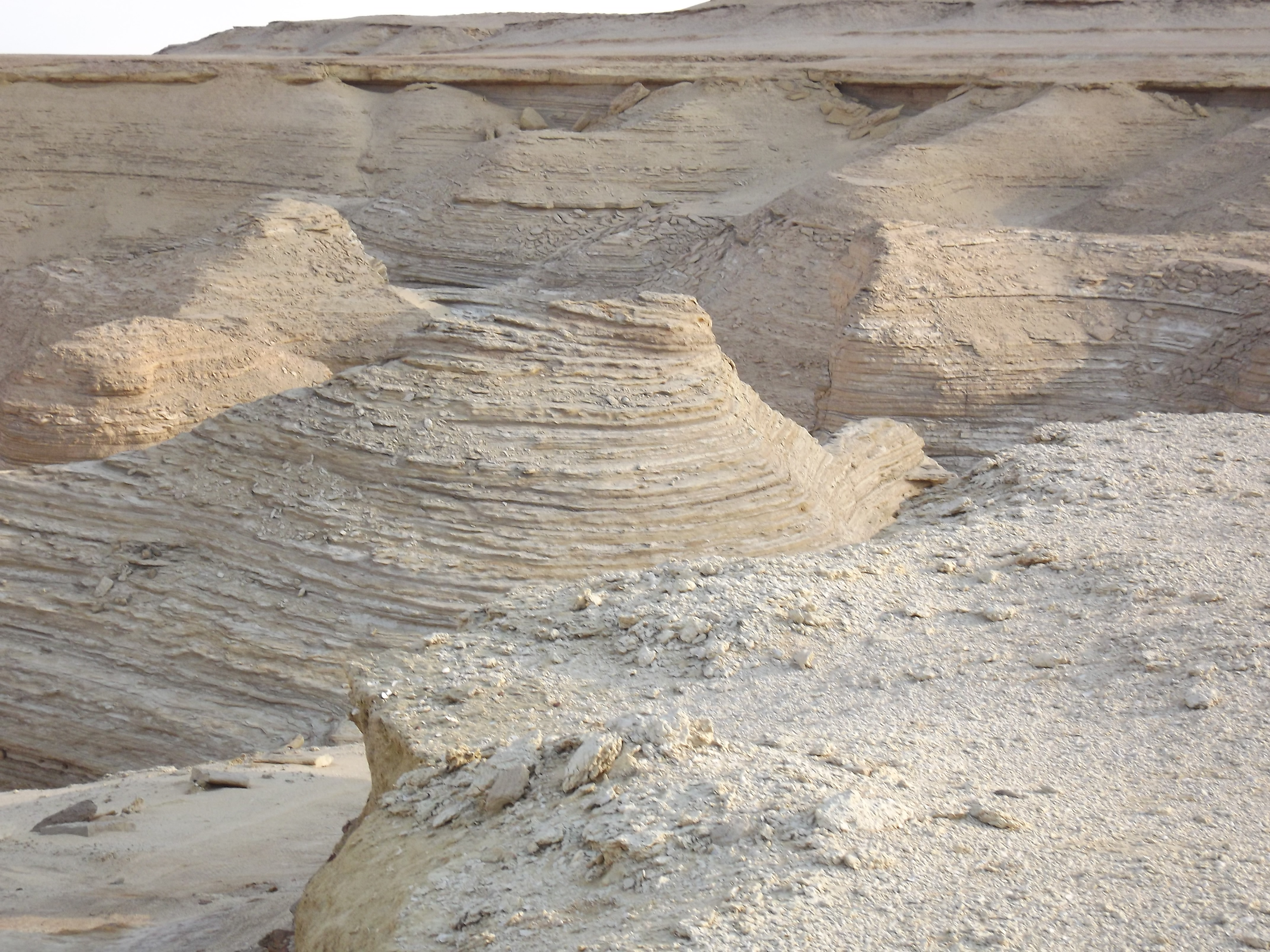
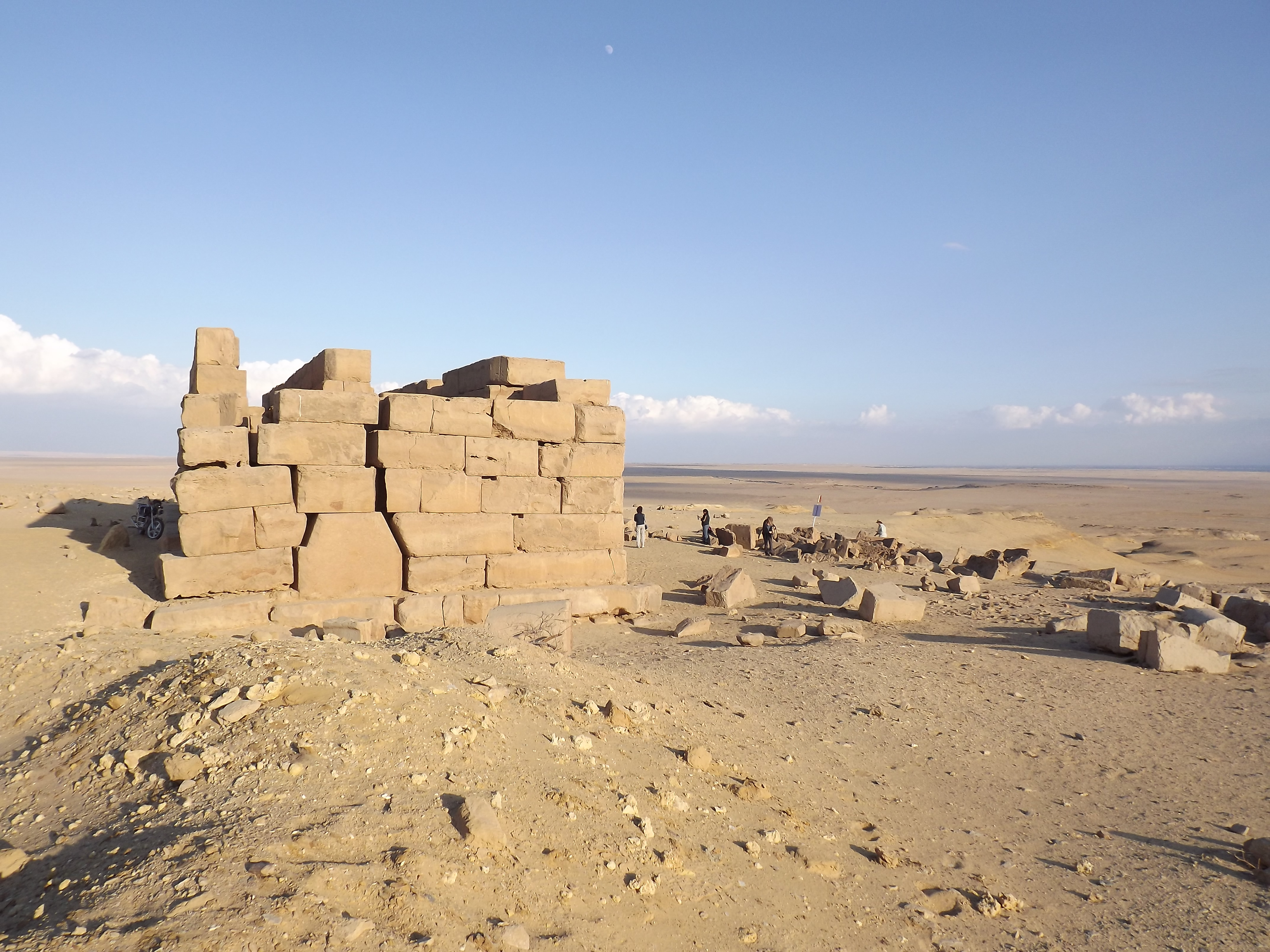
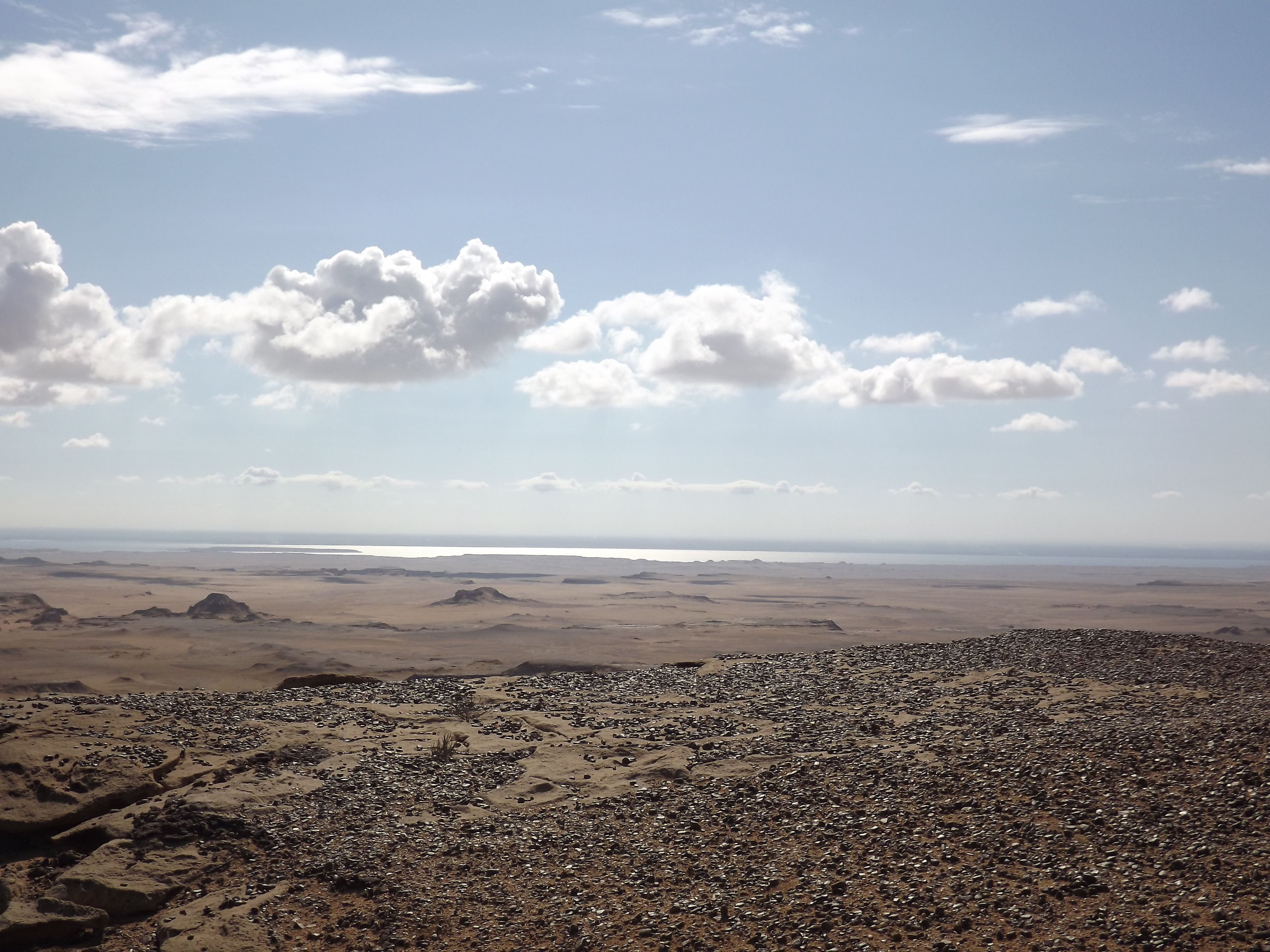
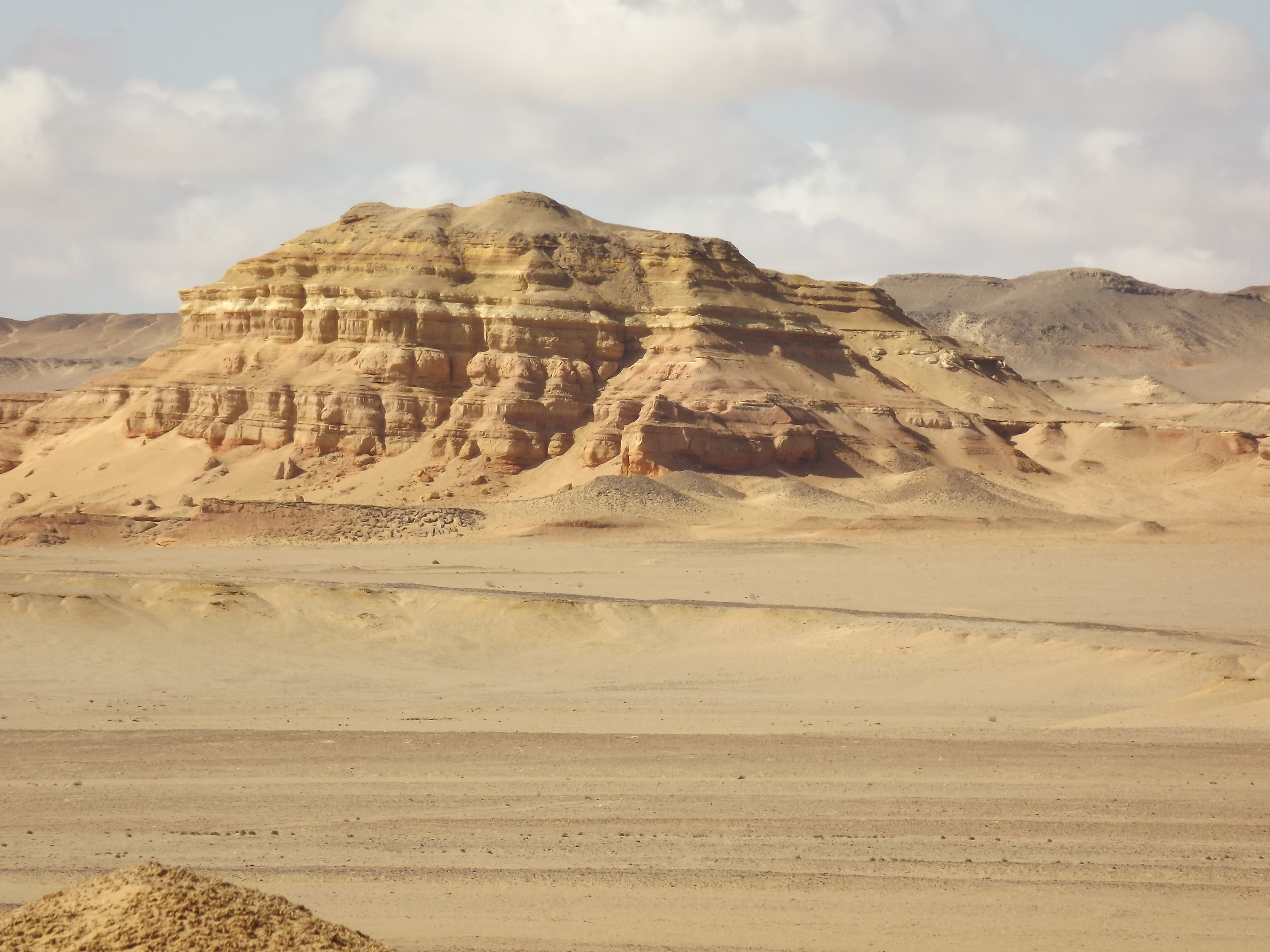
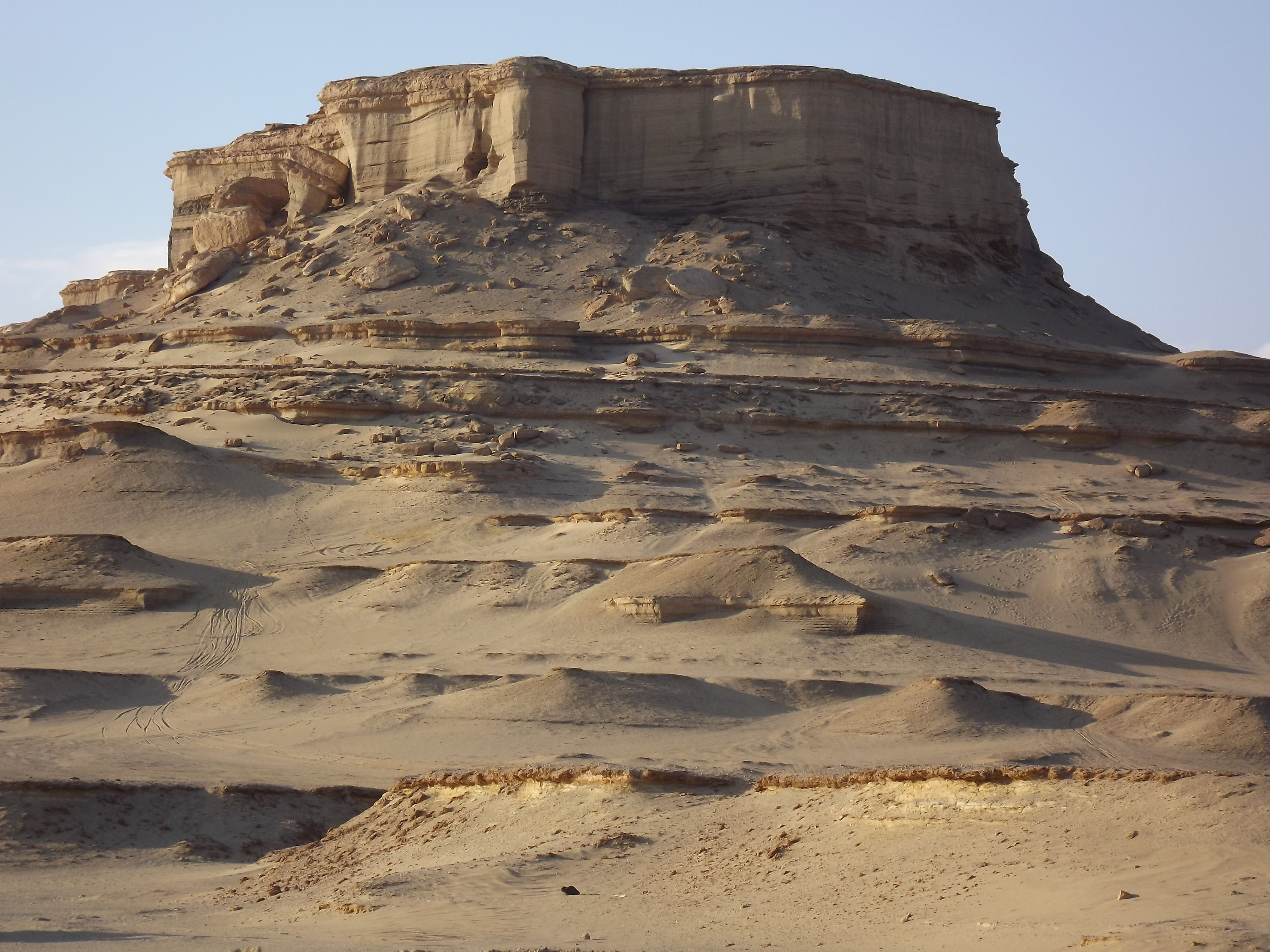
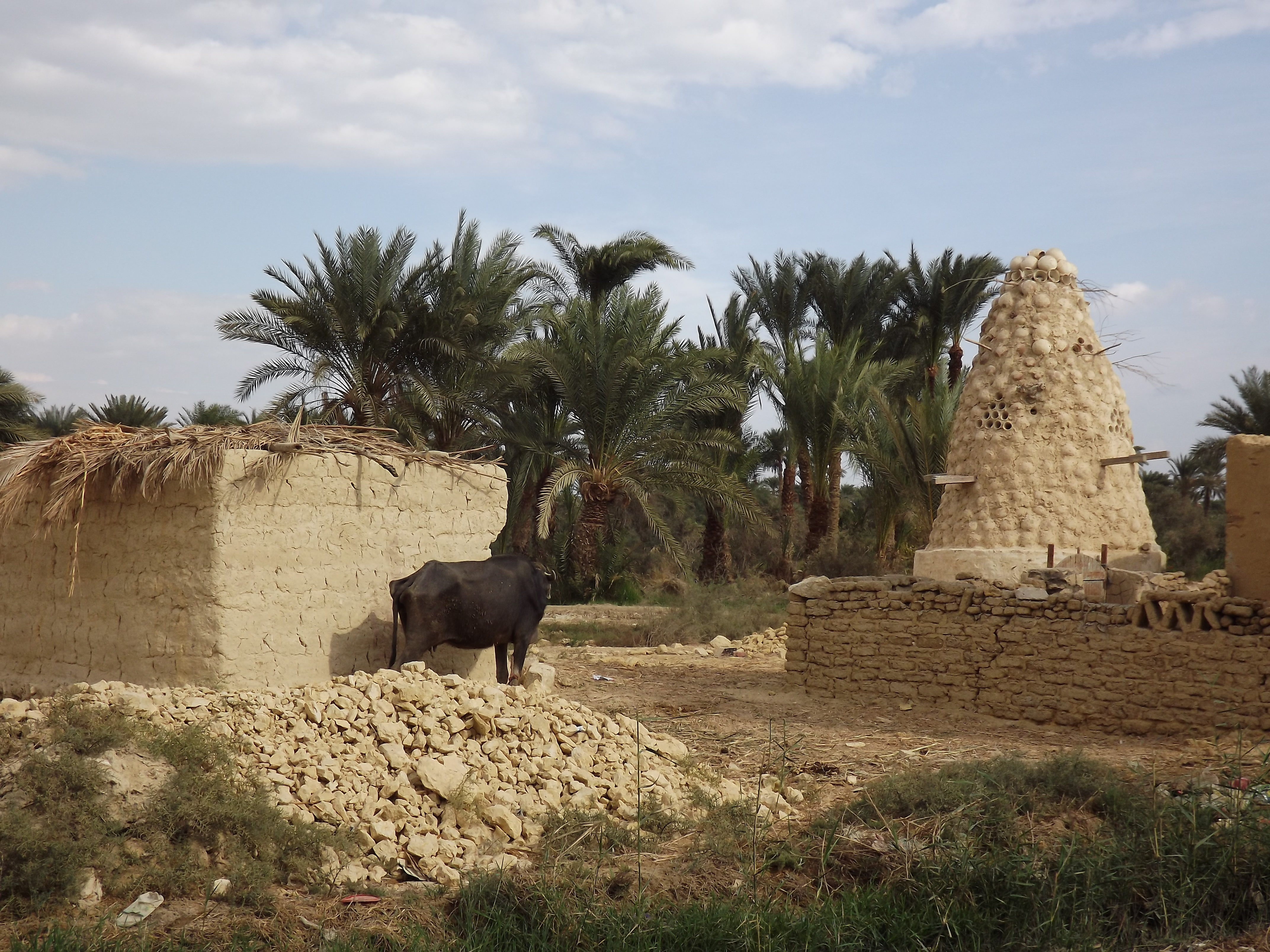
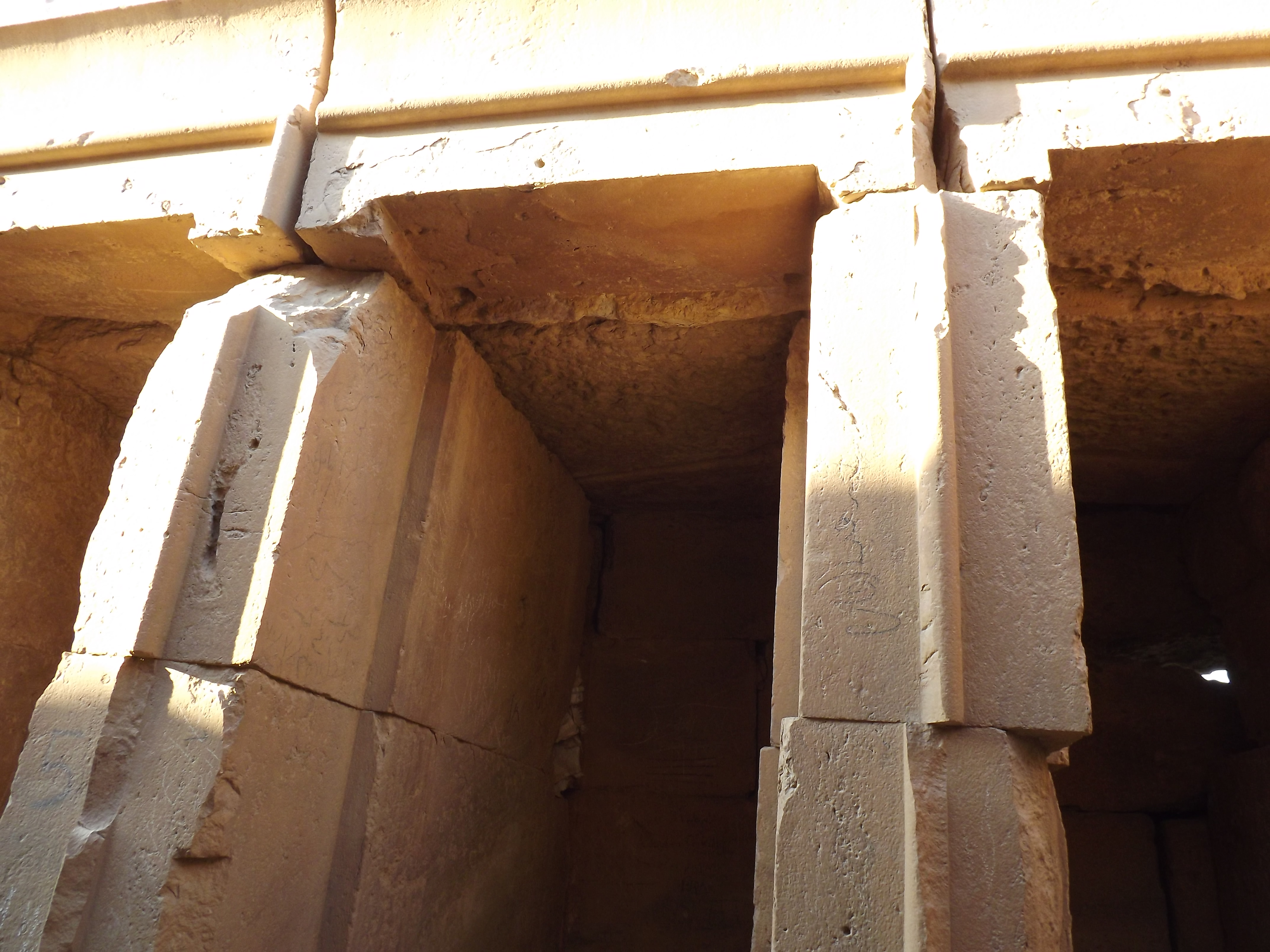
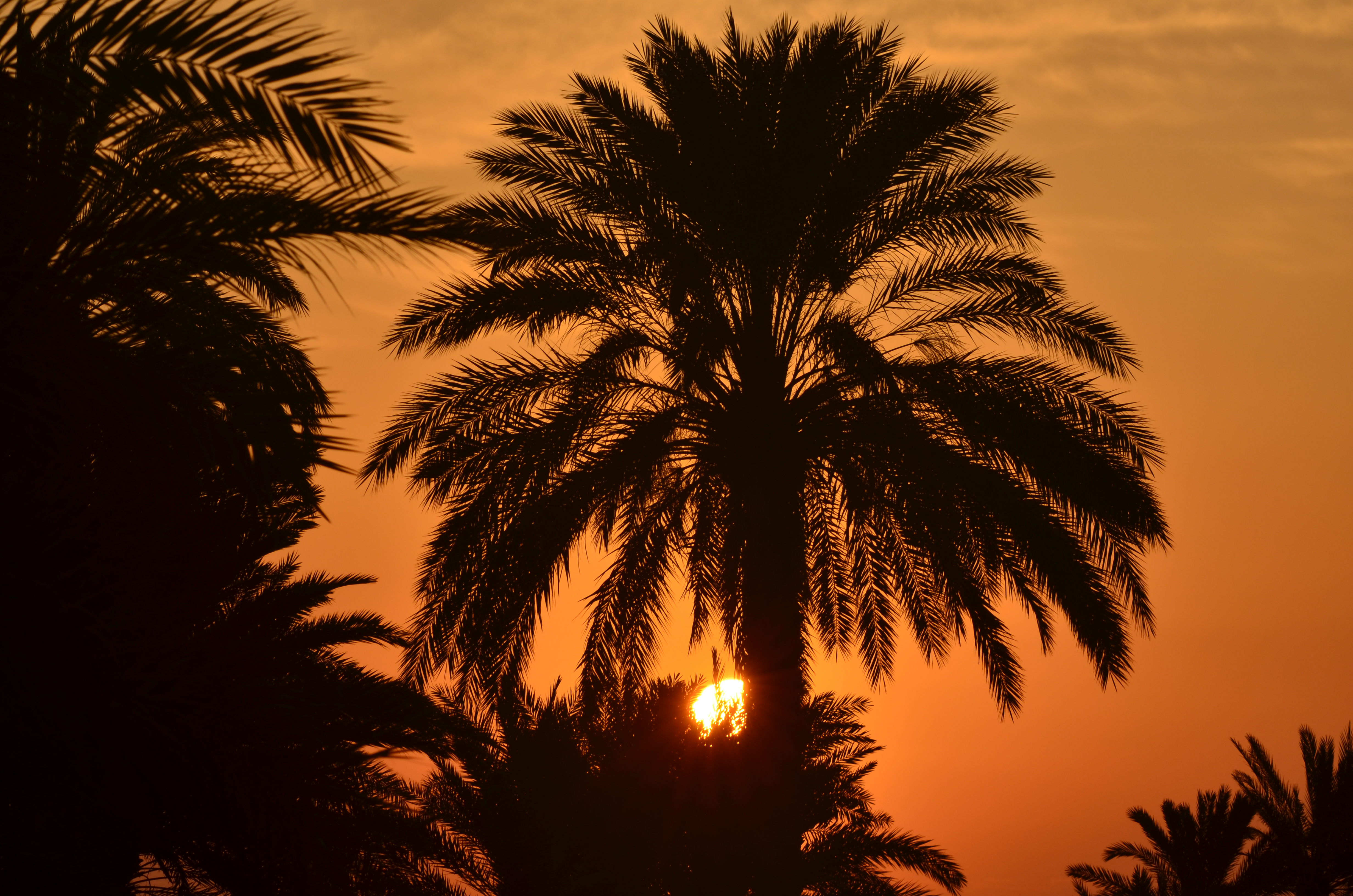
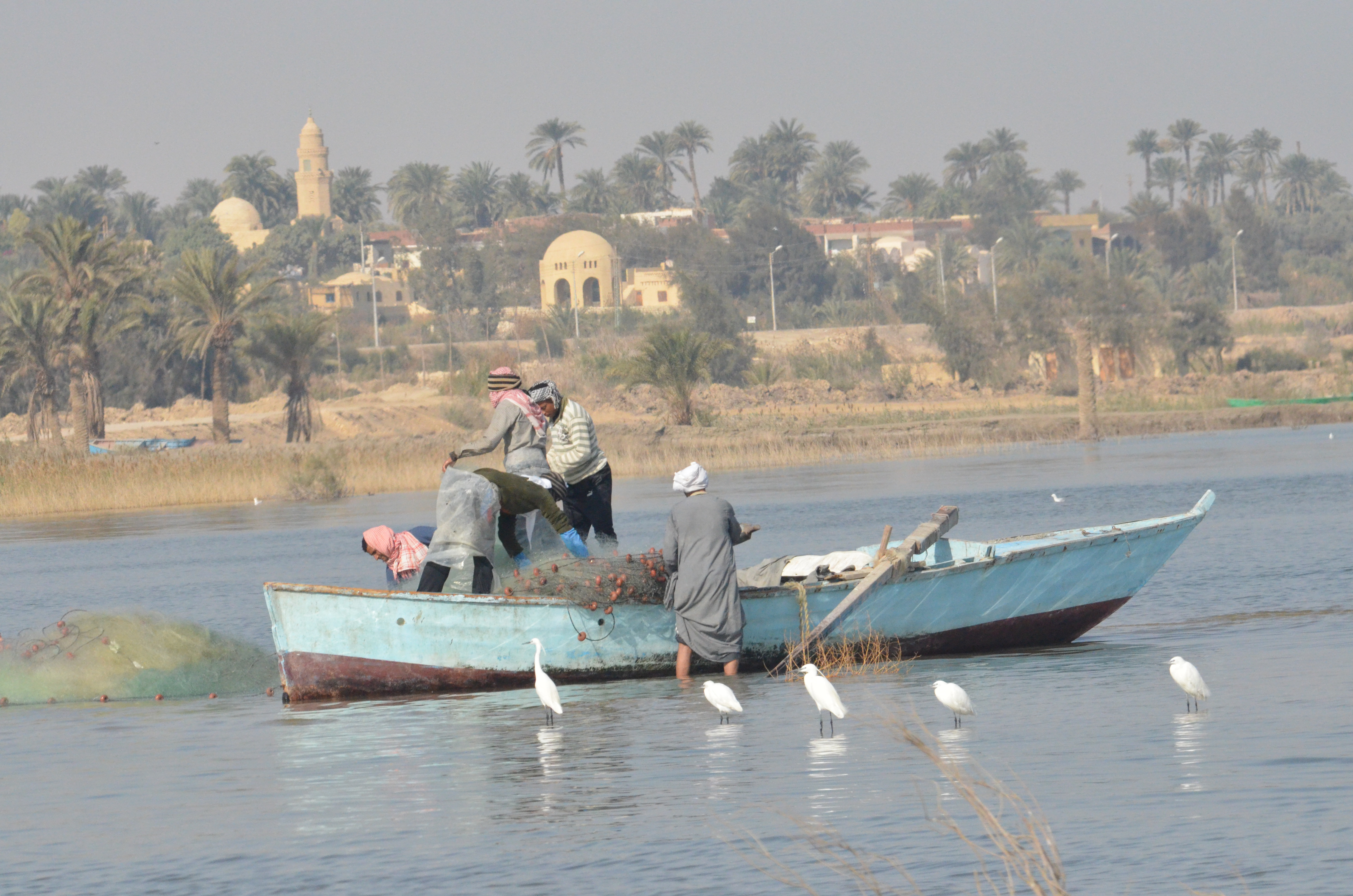